# Liste römischer Brücken

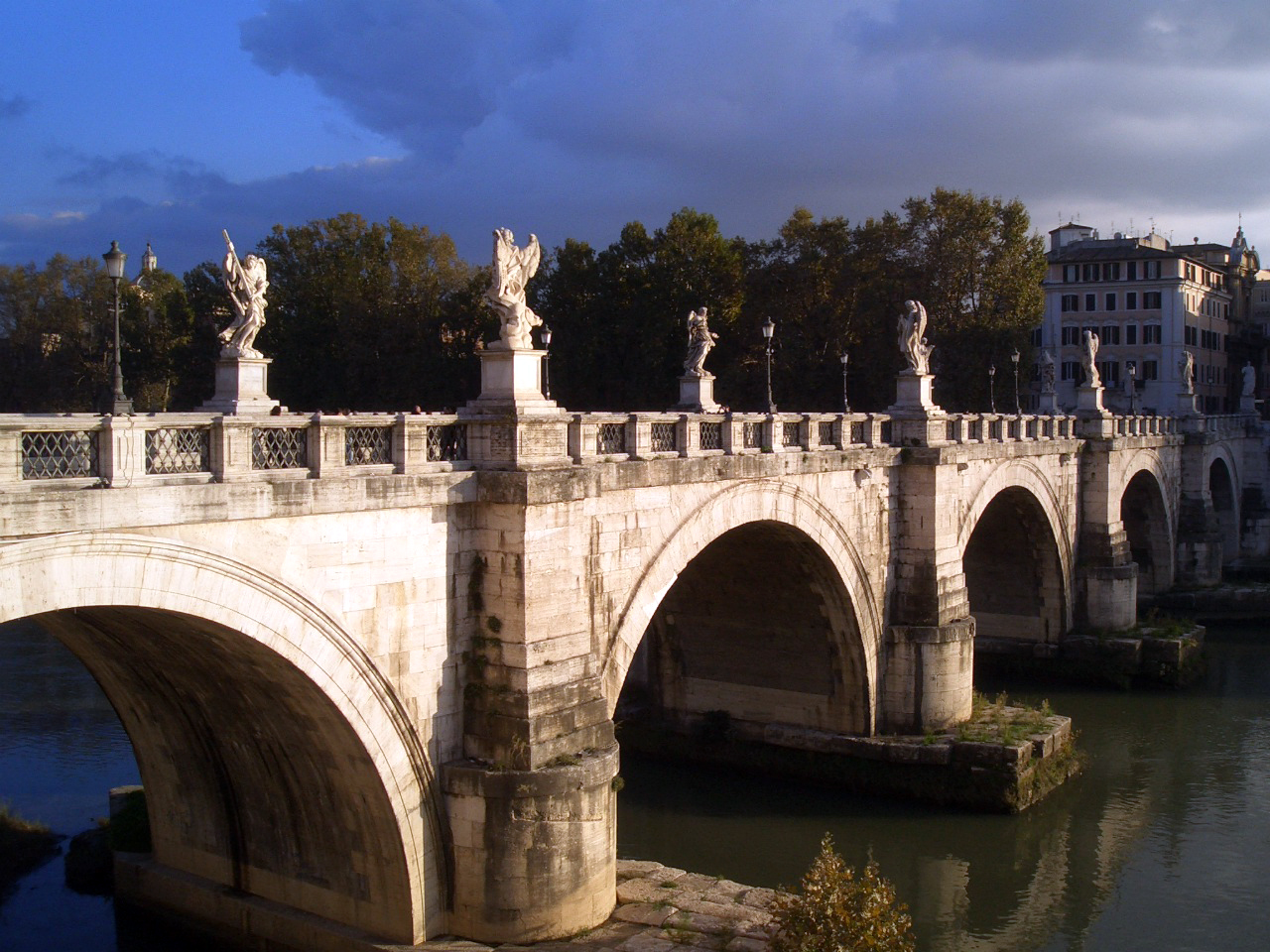
Engelsbrücke in Rom

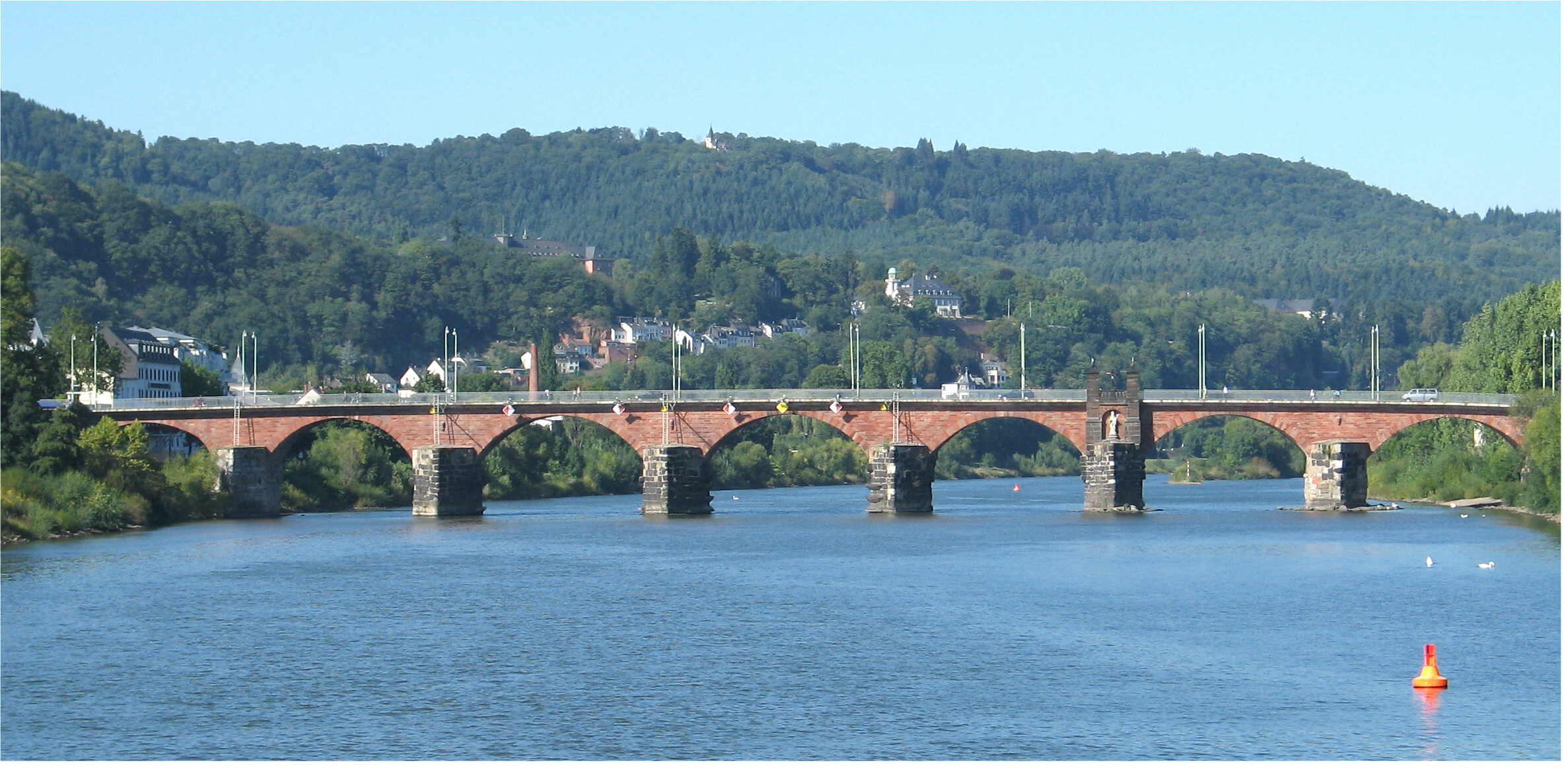
Römische Steinpfeilerbrücke in Trier. Die Bögen wurden im 14. Jhd. hinzugefügt

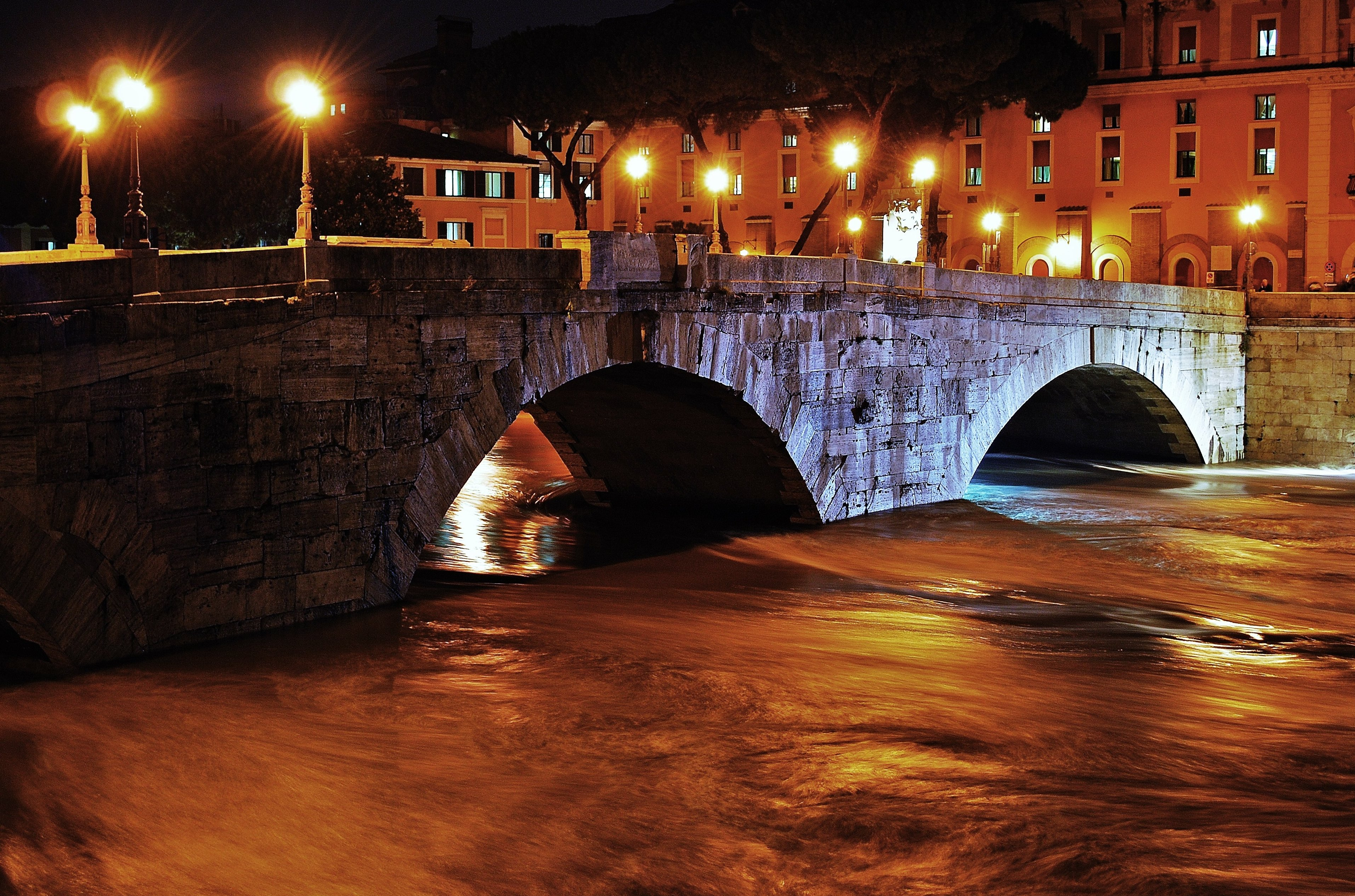
Ponte Cestio in Rom bei Hochwasser

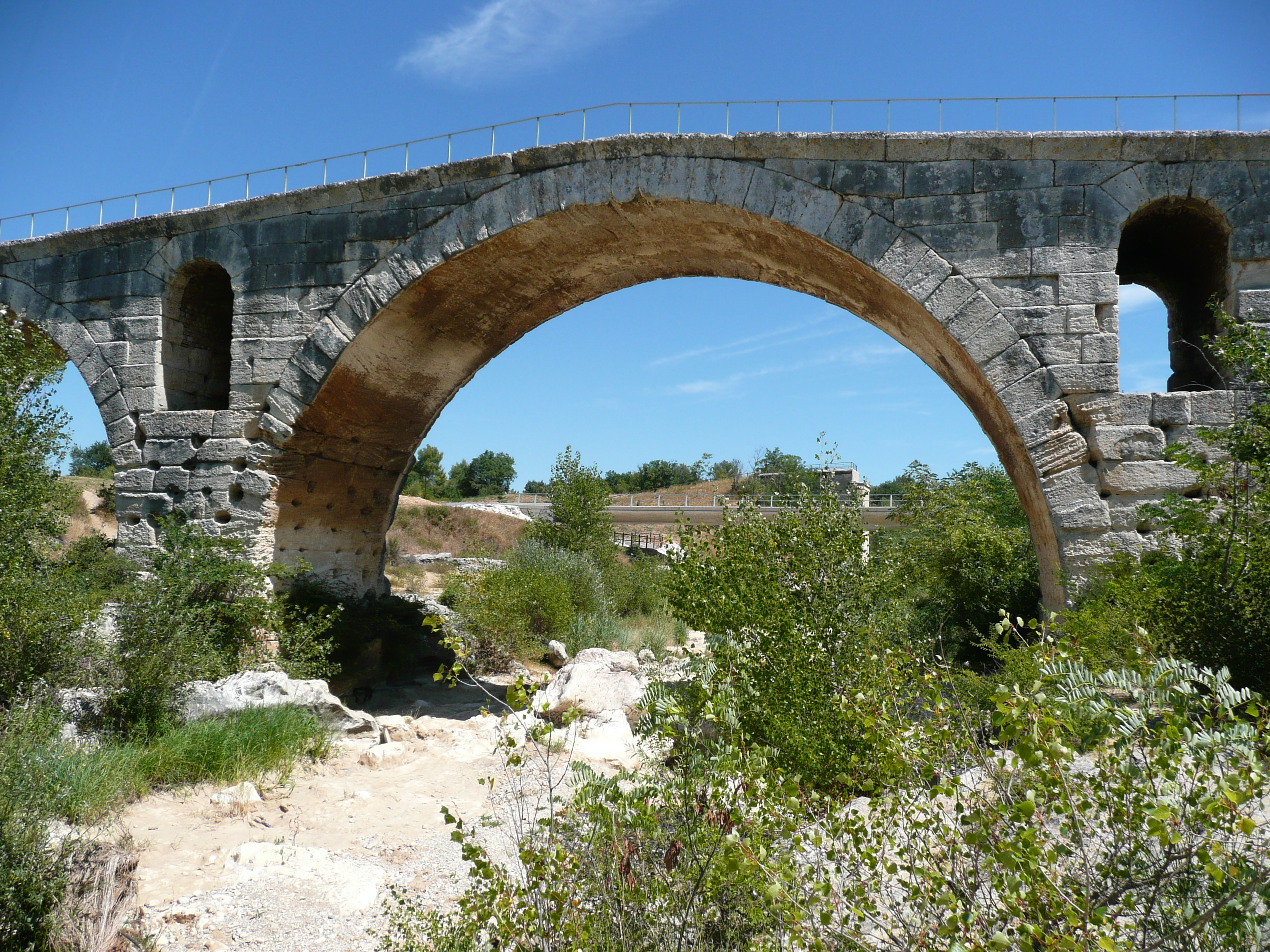
Mittlerer Bogen der Pont Julien (Frankreich)

Die Liste römischer Brücken enthält Brückenbauten der römischen Antike. Die Römer waren die ersten bedeutenden Brückenbauer der Welt.
Eine Römerbrücke im Sinne dieser Liste sind alle Bauten, die wenigstens eines der folgenden Merkmale römischer Architektur aufweisen:
- Römische Bögen
- Römische Pfeiler
- Römische Fundamente
- Römische Widerlager
- Römischer Straßenbelag
- Römische Wellenbrecher

Ebenfalls aufgelistet sind Brücken, bei denen römisches Baumaterial (Spolien) wiederverwendet wurde, solange sie an der Stelle eines römischen Vorgängerbaus errichtet wurden. Auch sind solche Römerbrücken aufgeführt, die gänzlich verschwunden sind und deren Existenz nur noch durch den Fund von Inschriftensteinen belegt ist.

## Hinweise zur Klassifikation
Da Brücken in besonderem Maße Verschleiß, Kriegszerstörungen und natürlichen Witterungseinflüssen unterliegen, sind sie weitaus schwieriger zu klassifizieren als andere Bauwerke. Die ständige Notwendigkeit von Reparaturen und Ausbesserungen führte dazu, dass das äußere Erscheinungsbild vieler Brückenbauten im Lauf der Jahrhunderte so sehr verändert wurde, dass es sehr schwierig ist, ihren genauen Ursprung und ihr Alter zu ermitteln. Die Mehrheit der aufgelisteten Römerbrücken dürfte im Mittelalter oder in der (Früh-)Moderne Gegenstand solcher baulichen Veränderungen gewesen sein.
Die Brücken werden im Folgenden nach ihrem Baumaterial oder ihrer Funktion klassifiziert. Alle Angaben stammen soweit nicht anders gekennzeichnet aus O’Connors Roman Bridges, das 330 Steinbrücken, 34 Holzbrücken und 54 Aquäduktbrücken aufführt. Einen noch umfangreicheren Korpus hat der italienische Brückenforscher Galliazzo zusammengetragen, dessen Catalogo generale insgesamt über 900 römische Brücken umfasst, der aber hier bislang nur ansatzweise herangezogen wurde.

## Mauerwerkbrücken
Römische Mauerwerkbrücken bestanden zumeist aus Naturstein oder Ziegel. Die Ausführung geschah in den meisten Fällen als Bogenbrücke. Da eine absolute Aussage über Höhe und Spannweite häufig nicht möglich ist, wird in diesen Fällen eine relative Einordnung vorgenommen (S = small/klein, M= middle/mittel, L = large/groß).
| | Name                                      | Fluss                      | Stadt                                    | Lage                                                                                                 | Land                             | Spannweite                                                                | Höhe | Bemerkung |  |
| --- | ----------------------------------------- | -------------------------- | ---------------------------------------- | --- | -------------------------------- | ------------------------------------------------------------------------- | ---- | --- |  |
| Aiseposbrücke (1905) | Aiseposbrücke                             | Gönen Çayı (Aisepos)       | Kyzikos                                  | westlich Bandırma                                                                                    | Türkei                           | 11 × S-M, inkl. 2 × 12,20 m                                               | S    | Hohlkammersystem                                                                                             |  |
| Alte Sauerbrücke vom Echternacher Ufer aus gesehen | Alte Sauerbrücke                          | Sauer                      | Echternach                               | zwischen Echternach und Echternacherbrück                                                            | Luxemburg/ Deutschland           | ?                                                                         | ?    | Komplett in der Neuzeit ersetzt, bis ins 19. Jahrhundert für römisch gehalten                                |  |
| Alte Steinbrücke über den Arapsu-Bach im Stadtteil Arapsuyu in Antalya (Türkei) | Arapsu-Brücke                             | Arapsu                     | Olbia                                    | Antalya-Arapsuyu                                                                                     | Türkei                           | 1 × S                                                                     | S    | |  |
| | Asi-Brücke                                | Asi Nehri (Orontes)        | Antakya                                  | ? | Türkei                           | 4 × 10 m                                                                  | S    | |  |
| Band-e Kaisar (2005) | Band-e Kaisar                             | Karun                      | Schuschtar                               | ? | Iran                             | ca. 40 × M                                                                | M    | östlichste Römerbrücke                                                                                       |  |
| Brücke am Afrin | Brücke am Afrin                           | Afrin                      | Aleppo                                   | 1 km östlich Kyrrhos                                                                                 | Syrien                           | 11,5 m; 12,5 m; 12 m                                                      | M    | |  |
| | Brücke am Maameltein                      | Maameltein                 | Beirut                                   | 18 km nordöstlich der Stadt                                                                          | Libanon                          | 12 m                                                                      | S    | |  |
| | Brücke bei Eski Mosul                     | ?                          | Eski Mosul                               | ? | Irak                             | ca. 15 m                                                                  | M    | |  |
| Dritter Bogen der Kemer-Brücke | Brücke bei Kemer                          | Eşen Çayı (Xanthos)        | Kemer                                    | nördlich von Kalkan östlich von Fethiye                                                              | Türkei                           | 4,1 m; 4,5 m; >4,0 m                                                      | S    | Segmentbogenbrücke                                                                                           |  |
| Brücke bei Limyra (2008) | Brücke bei Limyra                         | Alakır Çayı                | Limyra                                   | 7,5 km nordöstlich von Finike                                                                        | Türkei                           | 27 m × ca. 10,65 m                                                        | S    | Segmentbogenbrücke                                                                                           |  |
| | Brücke bei Nimreh                         | Wadi al-Liwa               | Shahba (Philippopolis)                   | 10 km südöstlich der Stadt                                                                           | Syrien                           | 6,73 m                                                                    | S    | Gewölbekonstruktion aus drei parallelen Transversalbögen                                                     |  |
| | Brücke bei Oinoanda                       | Eşen Çayı (Xanthos)        | Oinoanda                                 | am Fuße des Stadthügels                                                                              | Türkei                           | ?                                                                         | ?    | Existenz durch Fund einer Brückeninschrift belegt                                                            |  |
| Brücke von Alcántara (Februar 2004) | Brücke von Alcántara                      | Tajo                       | Alcántara                                | 39° 43′ 20″ N, 6° 53′ 23″ W                                                                          | Spanien                          | 13,8 m; 21,9 m; 28,8 m; 27,4 m; 21,9 m; 13,8 m                            | L    | |  |
| | Brücke von Djemerrin                      | Wadi Zeidi                 | Bostra                                   | einige km nördlich der Stadt, an der Römerstraße nach As-Suweida                                     | Syrien                           | 3 × S                                                                     | S    | |  |
| Kızılin Köprüsü | Brücke über den Göksu                     | Göksu                      | Samosata                                 | 25 km westlich der Stadt                                                                             | Türkei                           | ca. 30 m                                                                  | ?    | |  |
| | Brücke von Haxhi Bektari                  | Shkumbin                   | Elbasan                                  | 10 km nordöstlich von Elbasan                                                                        | Albanien                         | 3 × S                                                                     | ?    | kaum erhalten                                                                                                |  |
| | Brücke von Jisr Jindas                    | ?                          | Lod                                      | 35 km nordwestlich von Jerusalem                                                                     | Israel                           | ?                                                                         | ?    | |  |
| | Karamagara-Brücke                         | Arapgir Çayı               | Ağın                                     | im Keban-Stausee versunken                                                                           | Türkei                           | 17 m                                                                      | L    | möglicherweise älteste bekannte Spitzbogenbrücke                                                             |  |
| Brücke über den Karasu | Brücke über den Karasu                    | Karasu                     |                                          | 20 km östlich von Araban bei Akbudak                                                                 | Türkei                           | 4-8 × M                                                                   | S    | |  |
| | Brücke von Kharaba                        | Wadi Zeidi                 | Bostra                                   | 3,5 km nordwestlich der Stadt                                                                        | Syrien                           | 3 × 3,8                                                                   | S    | |  |
| Brücke von Misis | Brücke von Misis                          | Ceyhan                     | Adana                                    | östlich von Adana                                                                                    | Türkei                           | 9 × M                                                                     | S    | |  |
| Tunnel von Nysa | Brücke von Nysa                           | Cakircak                   | Sultanhisar (Nysa)                       | Stadtzentrum                                                                                         | Türkei                           | 5,7–7 m                                                                   | S    | zweitlängste Flussüberbauung der Antike (100 m)                                                              |  |
| Brücke von Oberzeiring | Brücke von Oberzeiring                    | Blahbach                   | Oberzeiring                              | 20 km nordwestlich von Judenburg                                                                     | Österreich                       | 1 bzw. 2 × S                                                              | S    | |  |
| Brücke von Pergamon | Brücke von Pergamon                       | Bergama Çayı (Selinus)     | Pergamon                                 | unter Tempel der Serapis (Rote Halle)                                                                | Türkei                           | 2 × 9 m                                                                   | S    | längste Flussüberbauung der Antike (196 m)                                                                   |  |
| | Brücke von Sabrina                        | Karabudak                  | Zimara                                   | ? | Türkei                           | ?                                                                         | ?    | |  |
| | Brücke von Susegana                       | ?                          | Susegana                                 | in Fraktion Colfosco an der Via Claudia Augusta                                                      | Italien, Nord-                   | 5,3 m                                                                     | S    | Segmentbogenbrücke                                                                                           |  |
| Brücke von Topçias | Brücke von Topçias                        | Shkumbin                   | Elbasan                                  | Nähe Shenjan                                                                                         | Albanien                         | 17 × S                                                                    | ?    | vermutlich bestand die Brücke in römischer Zeit nur aus fünf Pfeilern; nur noch wenige Pfeilerreste erhalten |  |
| Pira Delal | Pira Delal                                | Chabur                     | Zaxo                                     | Südöstlich der Stadt                                                                                 | Irak (Autonome Region Kurdistan) | insg. 114 m                                                               | L    | |  |
| Brückenkopf in Algund | Brückenkopf                               | Etsch                      | Algund                                   | Ortsrand 46° 40′ 49,1″ N, 11° 6′ 58″ O                                                               | Italien, Nord-                   | ?                                                                         | S    | Steinpfeilerbrücke; wahrscheinlich nicht römerzeitlich                                                       |  |
| | Cinque Ponti (Peti mostova, Fünf Brücken) | Jadro                      | Salona                                   | Solin (7 km nordöstlich von Split)                                                                   | Kroatien                         | 2 × S                                                                     | S    | |  |
| | Cloaca di Porta San Clementino            | Marta                      | Gravisca                                 | Nahe Tarquinia an der Via Aurelia                                                                    | Italien, Mittel-                 | 1 × S                                                                     | S    | |  |
| Markanter Versprung im Brückenverlauf | Eurymedonbrücke                           | Köprüçay (Eurymedon)       | Aspendos                                 | ca. 3 km südwestlich                                                                                 | Türkei                           | 6 × M, inkl. 1 m × 23,52 m                                                | M    | |  |
| Eurymedonbrücke bei Selge | Eurymedonbrücke                           | Köprüçay (Eurymedon)       | Selge                                    | ca. 5 km nördlich von Beşkonak                                                                       | Türkei                           | 7 m                                                                       | S    | |  |
| | Jisr Banat Ya’qub                         | Jordan                     | ?                                        | nördlich des See Genezareth                                                                          | Israel                           | 4 × M                                                                     | S    | |  |
| | Jisr el Majami                            | Jordan                     | Gesher                                   | ? | Israel                           | ca. 15 m; ca. 18 m                                                        | M    | |  |
| | Kanal in Siliana (Stadt)                  | ?                          | Maktar                                   | östlich der Stadt                                                                                    | Tunesien                         | 1 × S                                                                     | S    | |  |
| | Karavanenbrücke                           | Meles                      | Smyrna                                   | ? | Türkei                           | ?                                                                         | ?    | |  |
| | Konstantinbrücke                          | Adırnaz Çayı (Rhyndakos)   | Uluabat (Lopadium)                       | am Uluabat Gölü westlich Bursa                                                                       | Türkei                           | ?                                                                         | ?    | |  |
| | Ladritscher Brücke                        | Eisack                     | Franzensfeste                            | an der Via Raetia                                                                                    | Italien, Nord-                   | ?                                                                         | ?    | |  |
| | Leontesbrücke                             | Leontes                    | Tyros                                    | 10 km nördlich der Stadt                                                                             | Libanon                          | 1 × M                                                                     | S    | Segmentbogenbrücke                                                                                           |  |
| Segmentbogenbrücke über den Makestos bei Sultançayır in Mysien (Türkei) vermutlich aus dem 4. Jh. n. Chr., Theodor Wiegand, „Reisen in Mysien“, 1904 | Makestosbrücke                            | Susurluk Çayı (Makestos)   | Balıkesir                                | zwischen Susurluk und Sultançayır                                                                    | Türkei                           | 15 m × 14,20 m                                                            | S-M  | Segmentbogenbrücke                                                                                           |  |
| | Muro del Peccato                          | ?                          | Civita Castellana                        | nördlich des Ponte sul Treia                                                                         | Italien, Mittel-                 | ?                                                                         | ?    | |  |
| Pons Aelius (Engelsbrücke) | Pons Aelius (Engelsbrücke)                | Tiber                      | Rom                                      | Stadtzentrum 41° 54′ 6,5″ N, 12° 27′ 59,1″ O                                                         | Italien, Rom u. Umgebung         | 6 m × 18 m                                                                | M    | |  |
| Pons Aemilius | Pons Aemilius                             | Tiber                      | Rom                                      | Stadtzentrum 41° 53′ 21,5″ N, 12° 28′ 46,3″ O                                                        | Italien, Rom u. Umgebung         | 6 Bögen, inkl. 4 m × 24,3 m                                               | M    | |  |
| | Pons Auruncus                             | ?                          | Sessa Aurunca                            | 1 km westlich der Stadt                                                                              | Italien, Süd-                    | 21 × M                                                                    | S    | |  |
| Ponte Cestius | Pons Cestius                              | Tiber                      | Rom                                      | Stadtzentrum 41° 53′ 24″ N, 12° 28′ 38,1″ O                                                          | Italien, Rom u. Umgebung         | 3 m × 13,7 m                                                              | M    | |  |
| Pons Fabricius | Pons Fabricius                            | Tiber                      | Rom                                      | Stadtzentrum 41° 53′ 27,5″ N, 12° 28′ 41,5″ O                                                        | Italien, Rom u. Umgebung         | 24,2 m; 24,5 m                                                            | M    | |  |
| | Pons Minucius                             | Tiber                      | Otricoli                                 | 3 km südlich der Via Flaminia                                                                        | Italien, Mittel-                 | ?                                                                         | ?    | |  |
| Pons Mulvius (Milvische Brücke), Stich von Giovanni Battista Piranesi (1720–1778) | Pons Mulvius (Milvische Brücke)           | Tiber                      | Rom                                      | 5 km nördlich der Stadt 41° 56′ 7,8″ N, 12° 28′ 1,1″ O                                               | Italien, Rom u. Umgebung         | 9 m; 4 × 18 m; 9 m                                                        | M    | |  |
| | Pons Probi                                | Tiber                      | Rom                                      | zwischen Stadtteilen Ripa und Trastevere                                                             | Italien, Rom u. Umgebung         | ?                                                                         | ?    | bei einem Brand im 19. Jh. zerstört                                                                          |  |
| | Pons Sangarius                            | Sakarya (Sangarius)        | Candir Köprü                             | 55 km südöstlich von Eskişehir                                                                       | Türkei                           | ?                                                                         | ?    | |  |
| | Pons Servili                              | ?                          | Përrenjas                                | beim Dorf Uraka westlich des Ohridsees                                                               | Albanien                         | ?                                                                         | ?    | |  |
| | Pont de Boissezon                         | Bénovie                    | Boissezon                                | 1 km südlich von Sommières                                                                           | Frankreich                       | 6 m; 8,8 m; 9,4 m; 8,8 m; 6 m                                             | S    | |  |
| | Pont de César                             | Velaj                      | Mondouilloux                             | an der Via Bolena                                                                                    | Frankreich                       | ?                                                                         | ?    | |  |
| Pont de Chemtou | Pont de Chemtou                           | Medjerda                   | Chemtou                                  | 20 km westlich von Jendouba                                                                          | Tunesien                         | 5 × S                                                                     | M    | |  |
| | Pont de Civitas Avensis                   | Medjerda                   | Bou Salem (Souk el Khemis)               | 11 km östlich der Stadt                                                                              | Tunesien                         | 2 × S                                                                     | ?    | |  |
| Pont romain de Domqueur | Pont de Domqueur                          | ?                          | Domqueur                                 | 16 km östlich von Abbeville                                                                          | Frankreich                       | 2,3 m                                                                     | S    | Gilt als älteste Brücke Nordfrankreichs                                                                      |  |
| | Pont de Duperré                           | Oued Chelif                | Duperré                                  | 150 km südwestlich von Algier                                                                        | Algerien                         | ?                                                                         | ?    | |  |
| | Pont de Gastal                            | ?                          | Tebessa                                  | 30 km nördlich der Stadt                                                                             | Algerien                         | 7,5 m                                                                     | S    | |  |
| | Pont de Grich el Oued                     | Oued el Hamar              | Grich el Oued (römisches Thisiduo)       | 6 km nordöstlich von Mejez el Bab                                                                    | Tunesien                         | >3 m                                                                      | S    | |  |
| | Pont de Jedeida                           | Medjerda                   | Jedeida                                  | östlicher Stadtrand                                                                                  | Tunesien                         | 9 × S                                                                     | S    | |  |
| | Pont de Khémissa                          | ?                          | Khémissa                                 | 2 km östlich der Stadt                                                                               | Algerien                         | S; 5,4 m; S                                                               | M    | |  |
| | Pont de Mejez el Bab                      | Medjerda                   | Mejez el Bab                             | westlicher Stadtrand                                                                                 | Tunesien                         | 7 × S                                                                     | S    | |  |
| | Pont de Montignies-St Christophe          | Hantes                     | Montignies-St Christophe                 | 1 km nordwestlich der Stadt                                                                          | Belgien                          | 13 m × 1,5 m                                                              | S    | |  |
| Pont de Pierre | Pont de Pierre                            | Buthier                    | Aosta                                    | östlich des Augustusbogen                                                                            | Italien, Nord-                   | 17,1 m                                                                    | S    | Segmentbogenbrücke                                                                                           |  |
| Pont de Prégibert | Pont de Prégibert                         | Marne                      | Rolampont                                | 1–1,5 km südöstlich der Stadt                                                                        | Frankreich                       | 3 × S                                                                     | S    | |  |
| | Pont de Sbeitla                           | Oued Sbeitla               | Sbeitla                                  | 300 m nordöstlich der Stadt                                                                          | Tunesien                         | 4 × M                                                                     | M    | |  |
| | Pont de Tébessa                           | ?                          | Tebessa                                  | 2,5 km nordöstlich                                                                                   | Algerien                         | 4 m × 3,1 m                                                               | S    | |  |
| | Pont de Tébourba                          | Medjerda                   | Tebourba                                 | südöstlich der Stadt                                                                                 | Tunesien                         | ca. 16 × S                                                                | S    | |  |
| | Pont de Trajan                            | Oued Béja                  | Beja                                     | 10 km südlich der Stadt                                                                              | Tunesien                         | 5,8 m; 5,3 m; 6 m                                                         | S    | |  |
| | Pont de Trevirii                          | Oued Rhumel                | Constantine                              | ? | Algerien                         | ca. 3,5 m; 5,3 m; ca. 3,5 m                                               | M    | |  |
| Pont de Sommières | Pont de Sommières                         | Vidourle                   | Sommières                                | im Stadtzentrum                                                                                      | Frankreich                       | 2 × S; 13 × 8,5 m; 2 × S                                                  | S    | |  |
| | Pont de St. Gabriel                       | ?                          | Tarascon                                 | ? | Frankreich                       | 3 m                                                                       | ?    | |  |
| Pont de St Thibéry | Pont de St Thibéry                        | Hérault                    | Saint-Thibéry                            | 1 km südöstlich der Stadt an der Via Domitia                                                         | Frankreich                       | 9 × 10-12 m                                                               | S    | Segmentbogenbrücke                                                                                           |  |
| Pont de Vaison-la-Romaine | Pont de Vaison-la-Romaine                 | Ouvèze                     | Vaison-la-Romaine                        | im Stadtzentrum                                                                                      | Frankreich                       | 17,2 m                                                                    | S    | |  |
| | Pont d’Adpertusa                          | Oued Chafrou               | Adpertusa                                | 5 km westlich von Tunis                                                                              | Tunesien                         | 6,3 m                                                                     | S    | |  |
| | Pont d’Ain Hedja                          | ?                          | Agbia                                    | ? | Tunesien                         | ?                                                                         | ?    | |  |
| | Pont d’Ain Younes                         | Oued el Kebir              | Téboursouk                               | 9 km südöstlich der Stadt                                                                            | Tunesien                         | 1 × S                                                                     | S    | |  |
| Pont Ambroix | Pont Ambroix                              | Vidourle                   | Ambrussum                                | Westlich von Gallargues-le-Montueux an der Via Domitia                                               | Frankreich                       | 5 × M                                                                     | ?    | |  |
| | Pont d’Ascain                             | Nivella                    | Ascain                                   | 7 km südöstlich von Saint-Jean-de-Luz                                                                | Frankreich                       | ?                                                                         | ?    | |  |
| Pont d’el Kantara les Bains | Pont d’el Kantara                         | Oued Kantara               | El Kantara                               | 65 km südwestlich von Batna                                                                          | Algerien                         | 10 m                                                                      | M    | |  |
| | Pont d’Ombret                             | Semois                     | Arel                                     | Arel-Trier Straße                                                                                    | Belgien                          | ?                                                                         | ?    | |  |
| | Pont d’Oudna                              | Oued Oudna                 | Oudna                                    | 200 m nordöstlich der Stadt                                                                          | Tunesien                         | 3 × S                                                                     | S    | |  |
| | Pont d’Oued Budjema                       | Oued Budjema               | Annaba                                   | 1 km südlich, bei Hippone                                                                            | Algerien                         | 11 × S                                                                    | S    | |  |
| | Pont d’Oued Bou-Zid                       | Oued Bou-Zid               | Ksar Hellal                              | ? | Tunesien                         | ?                                                                         | ?    | |  |
| | Pont d’Oued Cherchar                      | Oued Cherchar              | Bou Ficha                                | 4 km nordöstlich der Stadt                                                                           | Tunesien                         | ca. 16 × S                                                                | S    | |  |
| | Pont d’Oued el Ahmar                      | Oued el Ahmar              | Dougga                                   | 6,5 km östlich der Stadt                                                                             | Tunesien                         | ?                                                                         | ?    | |  |
| | Pont d’Oued el Enja                       | Oued el Enja               | Thuburnica                               | 11 km nordwestlich von Chemtou                                                                       | Tunesien oder Algerien           | 10 m                                                                      | S    | |  |
| | Pont d’Oued Nebana                        | Oued Nebana                | Kairouan                                 | 36 km nördlich der Stadt                                                                             | Tunesien                         | 5 m; 6 × 2,6 m; S (heute ca. 14 Bögen)                                    | S    | |  |
| | Pont d’Oued Zarga                         | Oued Zarga                 | Oued Zarga                               | ? | Tunesien                         | 2 × M                                                                     | S    | |  |
| | Pont d’Oued Ziuna                         | Oued Ziuna                 | Tolemaide (Addirsiyah)                   | ? | Libyen                           | 2 × S                                                                     | S    | |  |
| | Pont d’Outremecourt                       | Mouzon                     | Bourmont                                 | ? | Frankreich                       | 3 m; 4,7 m; 5,8 m; 4,7 m; 3 m                                             | S    | |  |
| | Pont des Esclapes                         | Le Béal                    | Fréjus                                   | 2,5 km westlich der Stadt an der Via Julia Augusta                                                   | Frankreich                       | 3 × S                                                                     | S    | |  |
| Pont des Marchands | Pont des Marchands                        | Canal de la Robine         | Narbonne                                 | unter Häusern im Stadtzentrum                                                                        | Frankreich                       | ca. 15 m                                                                  | S    | Segmentbogenbrücke                                                                                           |  |
| Pont Flavien | Pont Flavien                              | Touloubre                  | Saint-Chamas                             | östlich von Arles an der Via Julia Augusta                                                           | Frankreich                       | 12,3 m                                                                    | S    | |  |
| Pont Julien | Pont Julien                               | Calavon                    | Apt                                      | 7 km westlich der Stadt                                                                              | Frankreich                       | 10,3 m; 16,3 m; 10,3 m                                                    | S    | |  |
| Pont Romà | Pont Romà                                 | Torrent de Sant Jordi      | Pollença                                 | am Stadtrand                                                                                         | Spanien                          | 2 × S                                                                     | S    | Ein Halbkreisbogen, ein Segmentbogen                                                                         |  |
| | Pont Serme                                | ?                          | Béziers                                  | 14 km westlich der Stadt an der Via Domitia                                                          | Frankreich                       | ?                                                                         | S    | |  |
| Pont-Saint-Martin | Pont-Saint-Martin                         | Lys                        | Pont-Saint-Martin                        | im Stadtzentrum                                                                                      | Italien, Nord-                   | 36,65 m                                                                   | M    | Segmentbogenbrücke                                                                                           |  |
| | Pont sur Couesnon                         | ?                          | Châtillon-en-Vendelais                   | ? | Frankreich                       | 3 m                                                                       | S    | |  |
| Pont sur la Laye | Pont sur la Laye                          | Laye                       | Mane                                     | 1 km westlich der Stadt                                                                              | Frankreich                       | 3 m; 7 m; 12 m                                                            | S    | Segmentbogenbrücke                                                                                           |  |
| | Pont sur Loire                            | Loire                      | Lavoûte-sur-Loire                        | ? | Frankreich                       | ?                                                                         | ?    | |  |
| | Pont sur l’Oued Djilf                     | Oued Djilf                 | Maktar                                   | 15 km E                                                                                              | Tunesien                         | 6 × 5,4 m                                                                 | M    | |  |
| | Pont sur Rhône                            | Rhône                      | Arles                                    | ? | Frankreich                       | ?                                                                         | ?    | |  |
| | Pont sur Rhône                            | Rhône                      | Vienne                                   | nach Sainte-Colombe-lès-Vienne                                                                       | Frankreich                       | ?                                                                         | ?    | |  |
| Arre-Viadukt | Pont Vieux                                | Arre                       | Le Vigan                                 | ? | Frankreich                       | ?                                                                         | ?    | |  |
| | Pontaccio                                 | ?                          | Loano                                    | an der Via Julia Augusta                                                                             | Italien, Nord-                   | 10 m                                                                      | S    | |  |
| | Ponte Altinate                            | Brenta                     | Padua                                    | im Osten der Stadt                                                                                   | Italien, Nord-                   | 11,14 m; 12,29 m; 10,90 m                                                 | S    | Segmentbogenbrücke                                                                                           |  |
| | Ponte Alto                                | ?                          | Terracina                                | an der Via Appia                                                                                     | Italien, Süd-                    | 1 × S                                                                     | S    | |  |
| | Ponte Amato                               | Fosso Collafri             | Gallicano                                | 0,4 km südwestlich der Stadt an der Via Praenestina                                                  | Italien                          | 5 m                                                                       | M    | |  |
| | Ponte Antico                              | Fosso dell’Acqua Traversa  | Terracina                                | an der Via Appia                                                                                     | Italien, Süd-                    | 1 × S                                                                     | S    | |  |
| | Ponte Apollosa                            | ?                          | Benevento                                | etwa 8 km südwestlich der Stadt                                                                      | Italien, Süd-                    | S; M; S                                                                   | M    | |  |
| Ponte Calamone | Ponte Calamone                            | Calamone                   | Narni                                    | 2,5 km nördlich der Stadt, an der Via Flaminia                                                       | Italien, Mittel-                 | 3,3 m; 1,4 m; 3,3 m                                                       | S    | |  |
| Ponte Caldaro | Ponte Caldaro                             | Caldoro                    | Narni                                    | 5 km nördlich der Stadt, an der Via Flaminia                                                         | Italien, Mittel-                 | 3,4 m; 5,5 m; 7,9 m; 5,5 m; 3,4 m                                         | S    | |  |
| | Ponte Catena                              | ?                          | Cori                                     | außerhalb von Porta Ninfina                                                                          | Italien, Rom u. Umgebung         | 1 × S                                                                     | L    | |  |
| | Ponte Corvo                               | Bacchiglione               | Padua                                    | im Osten der Stadt                                                                                   | Italien, Nord-                   | 7,7 m; 8,7 m; 11 m                                                        | S    | Segmentbogenbrücke                                                                                           |  |
| | Ponte Corvo                               | ?                          | Benevento                                | etwa 5 km südwestlich der Stadt                                                                      | Italien, Süd-                    | 2 × S                                                                     | S    | |  |
| | Ponte de Arena                            | ?                          | Monza                                    | ? | Italien, Nord-                   | 5,1 m                                                                     | S    | |  |
| Ponte de Lima | Ponte de Lima                             | Rio Lima                   | Ponte de Lima                            | ? | Portugal                         | ?                                                                         | ?    | |  |
| | Ponte dei Ciclopi                         | ?                          | Cantiano                                 | etwa 3 km nördlich der Stadt, an der Via Flaminia                                                    | Italien, Mittel-                 | 3,7 m                                                                     | S    | |  |
| | Ponte dei Ladroni                         | V. d. Ferrara              | Benevento                                | 17 km ost-nordöstlich der Stadt, an der Via Traiana                                                  | Italien, Süd-                    | 3 m; 10 m; 14 m                                                           | ?    | |  |
| | Ponte degli Angeli                        | Bacchiglione               | Vicenza                                  | nahe Chiesa de Angeli                                                                                | Italien, Nord-                   | 5 × M                                                                     | S    | |  |
| | Ponte del Diavolo                         | Fiumaretta                 | Santa Marinella                          | an der Via Aurelia                                                                                   | Italien                          | 7 m                                                                       | S    | |  |
| | Ponte del Diavolo                         | Spalla Bassa               | Cassino                                  | 0–12 km südwestlich der Stadt                                                                        | Italien, Süd-                    | 5,5 m                                                                     | S    | |  |
| | Ponte del Diavolo                         | Titerno                    | Campobasso                               | ? | Italien, Süd-                    | 1 × M                                                                     | S    | |  |
| | Ponte del Diavolo                         | ?                          | Blera                                    | in einer Schlucht, unterhalb der Stadt                                                               | Italien, Mittel-                 | 3 × S                                                                     | S    | |  |
| | Ponte del Diavolo                         | ?                          | Manziana                                 | westlich des Lago di Bracciano                                                                       | Italien, Mittel-                 | 7 m                                                                       | S    | |  |
| | Ponte del Diavolo                         | ?                          | Massa Martana                            | 13 km nördlich der Stadt, an der Via Flaminia                                                        | Italien, Mittel-                 | 3,3 m                                                                     | S    | |  |
| | Ponte del Gran Caso                       | Gran Caso                  | Ascoli Piceno                            | 2 km östlich der Stadt, an der Via Salaria                                                           | Italien, Mittel-                 | 6 m                                                                       | M    | |  |
| | Ponte del Tirso                           | Tirso                      | Oristano                                 | Sardinien                                                                                            | Italien, Süd-                    | Ruinen                                                                    | ?    | |  |
| Ponte dell’Abbadia | Ponte dell’Abbadia                        | Fiora                      | Vulci                                    | 8 km nördlich der Stadt, bei Montalto di Castro                                                      | Italien, Mittel-                 | S; ca. 25 m; S                                                            | L    | |  |
| | Ponte dell’Acqua                          | ?                          | Finale Ligure                            | In Val Ponci, an der Via Julia Augusta                                                               | Italien, Nord-                   | 1 × S                                                                     | S    | |  |
| | Ponte dell’Acquoria                       | Aniene                     | Tivoli                                   | 1,2 km westlich der Stadt                                                                            | Italien, Rom u. Umgebung         | 7 × S                                                                     | ?    | |  |
| | Ponte della Regina                        | Brembo                     | Almenno                                  | Lecco-Bergamo                                                                                        | Italien, Nord-                   | 8 × M                                                                     | M-H  | |  |
| | Ponte della Rocca                         | ?                          | Blera                                    | 1 km westlich der Stadt, an der Via Clodia                                                           | Italien, Mittel-                 | 1 × S                                                                     | M    | |  |
| | Ponte della Scutella                      | Cavignano                  | Ascoli Piceno                            | an der Via Salaria                                                                                   | Italien, Mittel-                 | 10,8 m                                                                    | S    | |  |
| | Ponte delle Chianche                      | T. d. Buonalbergo          | Montecalvo                               | 3,5 km nordwestlich der Stadt, an der Via Traiana                                                    | Italien, Süd-                    | 6 × M                                                                     | S    | |  |
| | Ponte delle Fate                          | ?                          | Finale Ligure                            | In Val Ponci, an der Via Julia Augusta                                                               | Italien, Nord-                   | 5,7 m; S                                                                  | M    | |  |
| | Ponte delle Voze                          | Voze                       | Finale Ligure                            | In Val Ponci, an der Via Julia Augusta                                                               | Italien, Nord-                   | 4-5 m                                                                     | S    | |  |
| | Ponte detto delle Piangole                | Metaurus                   | ?                                        | Provinz Pesaro und Urbino                                                                            | Italien, Mittel-                 | 4 × M                                                                     | M    | |  |
| | Ponte d’Arli                              | Tronto                     | Arli                                     | 14 km westlich von Ascoli Piceno, an der Via Salaria                                                 | Italien, Mittel-                 | 17 m                                                                      | M    | |  |
| Ponte d’Augusto in Rimini | Ponte d’Augusto                           | Marecchia                  | Rimini                                   | an der Via Aemilia                                                                                   | Italien, Mittel-                 | 8,7 m; 8,9 m; 10,6 m; 8,9 m; 8,0 m                                        | S    | |  |
| Ponte d’Augusto in Narni, Gemälde von Jean-Baptiste-Camille Corot aus dem Jahr 1826 (Musée du Louvre) | Ponte d’Augusto                           | Nera                       | Narni                                    | 0,5 km nördlich der Stadt, an der Via Flaminia                                                       | Italien, Mittel-                 | 19,6 m; 32,1 m; 18 m; 16 m                                                | L    | |  |
| | Ponte di Agosta                           | Anio                       | Agosta                                   | 8 km südlich von Arsoli                                                                              | Italien, Rom u. Umgebung         | 7 × S                                                                     | S    | |  |
| | Ponte di Cassino                          | Valle del Rapido           | Cassino                                  | etwa 3 km nördlich der Stadt                                                                         | Italien, Süd-                    | 1 × S                                                                     | S    | |  |
| | Ponte di Caudino                          | Lorenzino                  | Arcevia (Ortsteil Caudino)               | neben Arcevia                                                                                        | Italien, Mittel-                 | 8 m                                                                       | S    | |  |
| Ponte di Cecco | Ponte di Cecco                            | Castellano                 | Ascoli Piceno                            | Zugang zur Stadt                                                                                     | Italien, Mittel-                 | 14,5 m; 7,2 m                                                             | H    | |  |
| | Pont romain (Châtillon)                   | Marmore                    | Châtillon                                | im Ort                                                                                               | Italien, Nord-                   | 15 m                                                                      | M    | |  |
| | Ponte di Corso V. Emanuele                | ?                          | Mailand                                  | Beneath C. V. Emanuele                                                                               | Italien, Nord-                   | 2,6 m                                                                     | S    | |  |
| Ponte di Diocleziano | Ponte di Diocleziano                      | Metaurus                   | Fossombrone                              | 2,5 km südwestlich der Stadt                                                                         | Italien, Mittel-                 | ca. 20 m                                                                  | L    | |  |
| | Ponte di Fiumicinetto                     | Gressaga                   | S. Dona d. Piave                         | nördlich der Stadt                                                                                   | Italien, Nord-                   | 3 × 0,7 m                                                                 | S    | |  |
| Ponte di San Giovanni | Ponte di Fossato di Vico                  | Regalino                   | Fossato di Vico                          | ca. 1,5 km östlich der Stadt, an der Via Flaminia                                                    | Italien, Mittel-                 | 1 × S                                                                     | S    | |  |
| | Ponte di Gavoi                            | ?                          | Gavoi                                    | südwestlich von Nuoro, Sardinien                                                                     | Italien, Süd-                    | 5 × S-M                                                                   | S    | |  |
| | Ponte di Mezzocamino                      | ?                          | Rom                                      | ? | Italien, Rom u. Umgebung         | 1 × S                                                                     | S    | |  |
| | Ponte di Nona                             | T. Marrana                 | Rom                                      | 12 km östlich der Stadt, an der Via Praenestina                                                      | Italien, Rom u. Umgebung         | 6 m                                                                       | S    | |  |
| | Ponte di Nona                             | T. Marrana                 | Rom                                      | 12 km östlich der Stadt, an der Via Praenestina                                                      | Italien, Rom u. Umgebung         | S; 7 × 6 m; S                                                             | L    | |  |
| | Ponte di Nepi                             | ?                          | Nepi                                     | ? | Italien, Mittel-                 | 1 × S                                                                     | S    | |  |
| Ponte di Pioraco | Ponte di Pioraco                          | ?                          | Pioraco                                  | ca. 25 km nordöstlich von Nocera Umbra                                                               | Italien, Mittel-                 | 1 × S                                                                     | S    | |  |
| | Ponte di Pollenza                         | ?                          | Pollenza                                 | 10 km südwestlich von Macerata                                                                       | Italien, Mittel-                 | M; S                                                                      | S    | |  |
| | Ponte di Porta Rimini                     | Foglia                     | Pesaro                                   | ? | Italien, Mittel-                 | 28,7 m; 6,3 m                                                             | M    | |  |
| | Ponte di Porta Tufilla                    | Tronto                     | Ascoli Piceno                            | im Norden am Stadtrand                                                                               | Italien, Mittel-                 | 2 × M; S                                                                  | M    | |  |
| Brücke bei Promontogno (Foto von Juli 2011) | Ponte di Promontogno                      | Mera                       | Promontogno                              | nahe Chiavenna (Norditalien)                                                                         | Schweiz                          | 1 × S                                                                     | M    | |  |
| Ponte di Quintodecimo (Photographie aus dem Jahr 1907) | Ponte di Quintodecimo                     | Tronto                     | Acquasanta Terme (Ortsteil Quintodecimo) | 24 km westlich von Ascoli Piceno an der Via Salaria                                                  | Italien, Mittel-                 | 17,1 m                                                                    | M    | |  |
| | Ponte di Rodi                             | ?                          | ?                                        | auf Rhodos                                                                                           | Griechenland                     | 2 × S                                                                     | S    | |  |
| | Ponte di Sant’Antioco                     | ?                          | Sant’Antioco                             | im Südwesten Sardiniens                                                                              | Italien, Süd-                    | 2 × S                                                                     | S    | |  |
| Ponte di San Giovanni de Butris | Ponte di San Giovanni de Butris           | Naia                       | Acquasparta                              | 1 km südlich der Stadt, an der Via Flaminia                                                          | Italien, Mittel-                 | 2 × 8,7 m                                                                 | S    | |  |
| | Ponte di San Giuliano                     | Rapido                     | Atina                                    | im Stadtzentrum                                                                                      | Italien, Süd-                    | 2 × M                                                                     | M    | |  |
| | Ponte di Sant’Arcangelo di Romagna        | Uso                        | Rimini                                   | ca. 12 km westlich der Stadt an der Via Aemilia                                                      | Italien, Nord-                   | ca. 4 m                                                                   | S    | |  |
| | Ponte di Smirra                           | ?                          | Acqualagna                               | 2 km südlich der Stadt an der Via Flaminia                                                           | Italien, Mittel-                 | 3,8 m                                                                     | S    | |  |
| Ponte Romano di Solestà | Ponte Romano di Solestà                   | Tronto                     | Ascoli Piceno                            | im Nordwesten am Stadtrand                                                                           | Italien, Mittel-                 | 22,2 m                                                                    | L    | |  |
| | Ponte di Sperlonga                        | ?                          | Sperlonga                                | in der Nähe der Villa des Tiberius                                                                   | Italien, Süd-                    | 4,7 m                                                                     | S    | |  |
| Pont romain (Saint-Vincent) | Pont romain (Saint-Vincent)               | Cillian                    | Saint-Vincent                            | 1 km südöstlich der Ortschaft                                                                        | Italien, Nord-                   | 9,7 m; 3,1 m                                                              | M    | |  |
| | Ponte di Terra                            | F. di Terra                | Rom                                      | 21 km östlich der Stadt, an der Via Praenestina                                                      | Italien, Mittel-                 | 4,9 m                                                                     | S    | |  |
| Ponte Traiano (Fossombrone) | Ponte di Traiano                          | Metaurus                   | Fossombrone                              | 5 km südwestlich der Stadt, an der Via Flaminia                                                      | Italien, Mittel-                 | 4 m; 11,3 m; 11,3 m                                                       | M    | |  |
| | Ponte di Tre Ponti                        | Pontinische Ebene          | Terracina                                | etwa 15 km nordwestlich der Stadt, an der Via Appia                                                  | Italien, Süd-                    | 2 × S                                                                     | S    | |  |
| | Ponte di Vigna Capoccio                   | Fosso di Carano            | Velletri                                 | 4 km südwestlich der Stadt, an der Via Appia                                                         | Italien, Mittel-                 | 1 × S                                                                     | ?    | |  |
| | Ponte do Seda                             | Seda                       | Alter do Chão                            | 10 km westlich der Stadt                                                                             | Portugal                         | 6 × ca. 9,6 m                                                             | S    | |  |
| Ponte dei Pietroni | Ponte Etrusco                             | ?                          | Sigillo                                  | 7,5 km nördlich der Stadt, an der Via Flaminia                                                       | Italien, Mittel-                 | 4 m                                                                       | S    | |  |
| Ponte Fonnaia | Ponte Fonnaia                             | Naia                       | Massa Martana                            | 7 km südlich von Massa Martana und 3 km nördlich der Stadt Acquasparta, an der Via Flaminia          | Italien, Mittel-                 | 3,4 m                                                                     | S    | |  |
| | Ponte Furo                                | Retrone                    | Vicenza                                  | neben dem Campo Marzio                                                                               | Italien, Nord-                   | 2 × 4,6 m                                                                 | S    | |  |
| | Ponte Genga                               | Sentino                    | Fabriano                                 | 16 km nordöstlich der Stadt                                                                          | Italien, Mittel-                 | 8 m                                                                       | M    | |  |
| Ponte Grosso | Ponte Grosso                              | Burano                     | Cantiano                                 | Nördlich der Stadt, an der Via Flaminia                                                              | Italien, Mittel-                 | 2 × 7 m                                                                   | S    | |  |
| | Ponte Grosso a Pontericcioli              | Fosso della Scheggio       | Scheggia e Pascelupo (Scheggia)          | 6 km nördlich der Stadt, an der Via Flaminia                                                         | Italien, Mittel-                 | ? × 3,4 m                                                                 | S    | |  |
| Ponte Leproso | Ponte Leproso                             | Sabato                     | Benevento                                | etwa 1 km südwestlich der Stadt                                                                      | Italien, Süd-                    | 5 × S                                                                     | S    | |  |
| | Ponte Lucano                              | Anio                       | Tivoli                                   | 3,5 km westlich, an der Via Tiburtina                                                                | Italien, Rom u. Umgebung         | 5 × S                                                                     | S    | |  |
| | Ponte Lungo                               | ?                          | Albenga                                  | an der Via Julia Augusta                                                                             | Italien, Nord-                   | 10 × 6,6-8,4 m                                                            | S    | |  |
| Ponte Mammolo | Ponte Mammolo                             | Anio                       | Rom                                      | 8 km ostnordöstlich der Stadt, an der Via Tiburtina                                                  | Italien, Rom u. Umgebung         | S; 16 m; S                                                                | M    | |  |
| Ponte Manlio | Ponte Manlio                              | Bosso                      | Cagli                                    | 0,5 km nördlich der Stadt, an der Via Flaminia                                                       | Italien, Mittel-                 | 11,7 m                                                                    | S    | |  |
| | Ponte Marzio                              | Serio                      | Gorle                                    | Nähe Bergamo                                                                                         | Italien, Nord-                   | 3 × M                                                                     | S    | |  |
| Ponte Molino | Ponte Molino                              | Bacchiglione               | Padua                                    | ? | Italien, Nord-                   | 7,80 m; 8,86 m; 11,47 m; 8,51 m; 7,81 m                                   | S    | Segmentbogenbrücke                                                                                           |  |
| | Ponte Nascosa                             | ?                          | Civitamassa                              | etwa 9 km nordwestlich von L’Aquila, an der Via Caecilia                                             | Italien, Mittel-                 | S                                                                         | S    | |  |
| | Ponte Nepesino                            | Fosso Cerreto              | Nepi                                     | 3 km südlich der Stadt, an der Via Amerina                                                           | Italien, Mittel-                 | 4 × S                                                                     | S    | |  |
| | Ponte Nomentano                           | Anio                       | Rom                                      | 6 km nordöstlich der Stadt, an der Via Nomentana                                                     | Italien, Rom u. Umgebung         | S; L; S                                                                   | M    | |  |
| | Ponte Petreo                              | ?                          | Ravenna                                  | etwa 3 km südlich der Stadt                                                                          | Italien, Nord-                   | ?                                                                         | ?    | |  |
| | Ponte Picchiato                           | Miccino                    | Orte                                     | 12 km südöstlich der Stadt, an der Via Flaminia                                                      | Italien, Mittel-                 | 11,5 m                                                                    | S    | |  |
| Ponte Pietra in Verona | Ponte Pietra                              | Etsch                      | Verona                                   | nordöstlich der Stadt                                                                                | Italien, Nord-                   | 5 × M                                                                     | S    | |  |
| | Ponte Pietra                              | Ofanto                     | Canosa di Puglia                         | 5 km westlich der Stadt, an der Via Traiana                                                          | Italien, Süd-                    | 2 × ?                                                                     | ?    | |  |
| | Ponte Piro                                | ?                          | Barbarano Romano                         | 4 km südöstlich von Blera, an der Via Clodia                                                         | Italien, Mittel-                 | ?                                                                         | ?    | |  |
| | Ponte presso Tor di Valle                 | ?                          | Rom                                      | 10 km südwestlich der Stadt, an der Via Ostiensis                                                    | Italien, Rom u. Umgebung         | 1 × S                                                                     | S    | |  |
| | Ponte presso Torre Pastore                | ?                          | Civita Castellana                        | 0,3 km nördlich von P. Ritorto                                                                       | Italien, Mittel-                 | 3,1 m                                                                     | S    | |  |
| | Ponte Pusterla                            | Bacchiglione               | Vicenza                                  | an der Via Claudia Augusta                                                                           | Italien, Nord-                   | 3 × M                                                                     | S    | |  |
| | Ponte Ritorto                             | Fosso di Chiavello         | Civita Castellana                        | 4 km östlich, an der Via Flaminia                                                                    | Italien, Mittel-                 | 5,9 m                                                                     | S    | |  |
| | Ponte Romano                              | Garafo                     | Acquasanta Terme                         | an der Via Salaria                                                                                   | Italien, Mittel-                 | 10,5 m                                                                    | M    | |  |
| Ponte Romano | Ponte Romano                              | Velino                     | Rieti                                    | Im Ort                                                                                               | Italien, Mittel-                 | ?                                                                         | S    | |  |
| Ponte Romano sull’Ofanto | Ponte Romano sull’Ofanto                  | Ofanto                     | Canosa di Puglia                         | 5 km westlich der Stadt, an der Via Traiana                                                          | Italien, Süd-                    | 7 × M                                                                     | ?    | |  |
| | Ponte Rotto                               | Carapelle                  | Foggia                                   | 15 km südöstlich der Stadt, an der Via Traiana                                                       | Italien, Süd-                    | 10 × S-M                                                                  | S    | |  |
| | Ponte Rotto                               | Cervaro                    | Foggia                                   | 10 km südlich der Stadt, an der Via Traiana                                                          | Italien, Süd-                    | 17 × S-M                                                                  | S    | |  |
| Ponte Salario | Ponte Salario                             | Anio                       | Rom                                      | 5 km nördlich der Stadt, an der Via Salaria                                                          | Italien, Rom u. Umgebung         | 8,5 m; 26,7 m; 8,5 m                                                      | M    | |  |
| | Ponte Sambuco                             | ?                          | Rieti                                    | südlich der Stadt, an der Via Salaria                                                                | Italien, Mittel-                 | 1 × S                                                                     | S    | |  |
| | Ponte San Giorgio                         | ?                          | Arsoli                                   | 3 km nördlich der Stadt, an der Via Valeria                                                          | Italien, Rom u. Umgebung         | 1 × S                                                                     | S    | |  |
| Ponte Sanguinario | Ponte Sanguinario                         | Tessino                    | Spoleto                                  | in der Nähe der Piazza Garibaldi                                                                     | Italien, Mittel-                 | S; 6,2 m; 6,8 m; S                                                        | S    | |  |
| | Ponte Sanguinaro                          | Sanguinaro                 | Otricoli                                 | 7 km nordöstlich der Stadt, an der Via Flaminia                                                      | Italien, Mittel-                 | ?                                                                         | ?    | |  |
| | Ponte San Lorenzo                         | Bacchiglione               | Padua                                    | im Osten der Stadt                                                                                   | Italien, Nord-                   | 12,8 m; 14,4 m; 12,5 m                                                    | S    | Segmentbogenbrücke                                                                                           |  |
| | Ponte San Lorenzo                         | ?                          | Bulicame                                 | 1 km nordöstlich von Viterbo, an der Via Cassia                                                      | Italien, Mittel-                 | 1 × S                                                                     | S    | |  |
| | Ponte San Matteo                          | Bacchiglione               | Padua                                    | im Osten der Stadt                                                                                   | Italien, Nord-                   | ?                                                                         | ?    | |  |
| | Ponte San Nicolao                         | ?                          | Viterbo                                  | Via Cassia                                                                                           | Italien, Mittel-                 | 1 × M                                                                     | S    | |  |
| | Ponte San Vito                            | Uso                        | Rimini                                   | 10 km westlich der Stadt, an der Via Aemilia                                                         | Italien, Nord-                   | 1 × S                                                                     | S    | |  |
| | Ponte Sardone                             | ?                          | Palestrina                               | 0,7 km südwestlich der Stadt, an der Via Praenestina                                                 | Italien, Rom u. Umgebung         | ?                                                                         | ?    | |  |
| | Ponte Scutonico                           | ?                          | Arsoli                                   | 2 km südlich der Stadt, an der Via Valeria                                                           | Italien, Rom u. Umgebung         | 1 × S                                                                     | S    | |  |
| | Ponte Sodo                                | Valchetta                  | Veii                                     | am nördlichen Stadtrand                                                                              | Italien, Rom u. Umgebung         | ?                                                                         | ?    | |  |
| Ponte Spiano | Ponte Spiano                              | Fonturce                   | Sigillo                                  | 6 km nördlich der Stadt, an der Via Flaminia                                                         | Italien, Mittel-                 | 3,25 m                                                                    | S    | |  |
| | Ponte sul Adda                            | Adda                       | Olginate                                 | südlich von Lecco                                                                                    | Italien, Nord-                   | 4,8 m                                                                     | S    | |  |
| | Ponte sul Canalat                         | Canalat                    | Ceggia                                   | ? | Italien, Nord-                   | 8,3 m; 7,4 m; 6,8 m                                                       | S    | |  |
| | Ponte sul Lemene                          | Lemene                     | Concordia Sag.                           | ? | Italien, Nord-                   | ?                                                                         | S    | |  |
| | Ponte sul Mannu                           | Mannu                      | Porto Torres                             | im Westen der Stadt                                                                                  | Italien, Süd-                    | 5,4 m; 5,4 m; 3 m; 5,3 m; 5,2 m; 12,5 m; 19,5 m                           | M    | |  |
| | Ponte sul Fosso della Mola                | Fosso della Mola           | Nepi                                     | 2 km östlich der Stadt                                                                               | Italien, Mittel-                 | 1 × M                                                                     | S    | |  |
| | Ponte sul Fosso Tre Ponti                 | Fosso Tre Ponti            | Nepi                                     | 4 km nördlich der Stadt, an der Via Amerina                                                          | Italien, Mittel-                 | 4,6 m                                                                     | M    | |  |
| | Ponte sul Fratta                          | Fratta                     | Orte                                     | 13 km südöstlich der Stadt, an der Via Flaminia                                                      | Italien, Mittel-                 | ?                                                                         | ?    | |  |
| | Ponte sul Nafissa                         | Nafissa                    | Aquileia                                 | ? | Italien, Nord-                   | 1 × S                                                                     | S    | |  |
| | Ponte sul Reno                            | Reno                       | Bologna                                  | an der Via Aemilia                                                                                   | Italien, Nord-                   | ?                                                                         | ?    | |  |
| | Ponte sul Rio della Torre                 | Rio della Torre            | San Lorenzo al Mare                      | an der Via Julia Augusta                                                                             | Italien, Nord-                   | 4 m                                                                       | S    | |  |
| | Ponte sul Rubicone                        | Rubicon                    | Savignano                                | an der Via Aemilia                                                                                   | Italien, Nord-                   | 3 × 6,2 m                                                                 | S    | |  |
| | Ponte sul Savuto                          | Savuto                     | Scigliano                                | an der Via Popilia (oder Annia)                                                                      | Italien, Süd-                    | 20,5 m                                                                    | M    | |  |
| | Ponte sul Tevere                          | Tiber                      | Sigliano                                 | ? | Italien, Mittel-                 | ?                                                                         | ?    | |  |
| | Ponte sul Treia                           | Treia                      | Civita Castellana                        | 5 km nordöstlich der Stadt, an der Via Flaminia                                                      | Italien, Mittel-                 | ?                                                                         | ?    | |  |
| | Ponte sull’Ausa                           | Ausa                       | Rimini                                   | neben dem Bogen des Augustus                                                                         | Italien, Mittel-                 | S; M                                                                      | S    | |  |
| | Ponte sulla Dora                          | Dora Baltea                | Ivrea                                    | in der Stadt                                                                                         | Italien, Nord-                   | L; M; S                                                                   | M    | |  |
| Ponte Taverna | Ponte Taverna                             | Burano                     | Cagli                                    | 0,5 km südlich der Stadt, an der Via Flaminia                                                        | Italien, Mittel-                 | 4,8 m; 16,2 m                                                             | ?    | |  |
| Ponte del Toro | Ponte Toro                                | Nera                       | Terni                                    | 6 km nordöstlich der Stadt, an der Via Flaminia                                                      | Italien, Mittel-                 | 9 m                                                                       | S    | |  |
| | Ponte Tufaro                              | ?                          | Benevento                                | etwa 10 km südwestlich der Stadt                                                                     | Italien, Süd-                    | 3 × S                                                                     | S    | |  |
| | Ponte Valentino                           | Calore                     | Benevento                                | 5 km östlich der Stadt, an der Via Traiana                                                           | Italien, Süd-                    | 15 m; 18 m; 15 m                                                          | M    | |  |
| | Ponte Vecchio                             | ?                          | Rapallo                                  | in der Stadt                                                                                         | Italien, Nord-                   | 1 × M                                                                     | S    | |  |
| Ponte Scirca | Ponte Voragine                            | ?                          | Scheggia e Pascelupo (Scheggia)          | 3 km nördlich der Stadt, an der Via Flaminia                                                         | Italien, Mittel-                 | 3 m                                                                       | S    | |  |
| | Primo Ponte                               | Fosso di Sta Maria Morgana | Sta Marinella                            | an der Via Aurelia                                                                                   | Italien, Rom u. Umgebung         | 1 × S                                                                     | S    | |  |
| | Secondo Ponte                             | Fosso di Sta Maria Morgana | Sta Marinella                            | an der Via Aurelia, nach 60,9 km                                                                     | Italien, Rom u. Umgebung         | 1 × S                                                                     | S    | |  |
| | Primo Ponte                               | ?                          | Foligno                                  | an der Via Sudena                                                                                    | Italien, Mittel-                 | 4 × S                                                                     | S    | |  |
| | Secondo Ponte                             | ?                          | Foligno                                  | ? | Italien, Mittel-                 | 7 × S                                                                     | S    | |  |
| | Terzo Ponte                               | ?                          | Foligno                                  | an der Via Giovanni dell’Acqua                                                                       | Italien, Mittel-                 | 9 m; 9 m; 10 m; 9 m; 9 m                                                  | S    | |  |
| | Quarto Ponte                              | ?                          | Foligno                                  | an der Via delle Grazie                                                                              | Italien, Mittel-                 | 8 m; 10 m; 8 m                                                            | S    | |  |
| | Primo Ponte                               | ?                          | Gualdo Tadino                            | in der Nähe der Stadt                                                                                | Italien, Mittel-                 | ca. 4 m                                                                   | M    | |  |
| | Secondo Ponte della Val Quazzola          | ?                          | Quiliano                                 | in der Nähe von Ricchini                                                                             | Italien, Nord-                   | 6 m                                                                       | S    | |  |
| | Terzo Ponte della Val Quazzola            | ?                          | Quiliano                                 | 2 km von der Secondo Ponte della Val Quazzola entfernt                                               | Italien, Nord-                   | ca. 6 m                                                                   | S    | |  |
| | Quarto Ponte della Val Quazzola           | ?                          | Quiliano                                 | Volta                                                                                                | Italien, Nord-                   | ?                                                                         | ?    | |  |
| | Quinto Ponte della Val Quazzola           | ?                          | Quiliano                                 | Colle sul Rio d. Scarroni                                                                            | Italien, Nord-                   | ?                                                                         | ?    | |  |
| | Sesto Ponte della Val Quazzola            | ?                          | Quiliano                                 | Rio del Gallo                                                                                        | Italien, Nord-                   | ?                                                                         | ?    | |  |
| | Primo Ponte di Val Ponci                  | ?                          | Finale Ligure                            | in Val Ponci, an der Via Julia Augusta                                                               | Italien, Nord-                   | 1 × S                                                                     | S    | |  |
| | Quarto Ponte di Val Ponci                 | ?                          | Finale Ligure                            | in Val Ponci, an der Via Julia Augusta                                                               | Italien, Nord-                   | ?                                                                         | ?    | |  |
| | Pontetto                                  | ?                          | Loano                                    | an der Via Julia Augusta                                                                             | Italien, Nord-                   | 1 × S                                                                     | S    | |  |
| | Ponticello                                | ?                          | Benevento                                | im Ort, östlich                                                                                      | Italien, Süd-                    | 1 × M                                                                     | M    | |  |
| | Ponticello                                | ?                          | Cantiano                                 | 0,2 km nördlich von Ponte di Ciclopi                                                                 | Italien, Mittel-                 | 1 × S                                                                     | S    | |  |
| Ponte dell’Abbazia | Ponticello dell’Abbazia                   | ?                          | Acqualagna                               | 4 km nördlich der Stadt, an der Via Flaminia                                                         | Italien, Mittel-                 | 2,1 m; 2,8 m                                                              | S    | |  |
| | Ponticello di Case Nuove                  | ?                          | Acqualagna                               | nördlich der Stadt, an der Via Flaminia                                                              | Italien, Mittel-                 | 1,4 m                                                                     | S    | |  |
| | Ponticello di Isernia                     | ?                          | Isernia                                  | ? | Italien, Süd-                    | 1 × M                                                                     | S    | |  |
| | Ponticello sul Selino                     | Selino                     | Selinunte                                | Nähe Castelvetrano, Sizilien                                                                         | Italien, Süd-                    | 1 × S                                                                     | S    | |  |
| | Puente Bibey                              | Bibey                      | Puebla de Trives                         | ca. 8 km in Richtung Petín                                                                           | Spanien                          | 6,1 m; 18,5 m; 8,8 m                                                      | L    | |  |
| | Puente de Alardos                         | Alardos                    | Madrigal de la Vera                      | ? | Spanien                          | 22,8 m                                                                    | M    | |  |
| | Puente de Albarregas                      | Albarregas                 | Mérida                                   | nordwestlicher Zugang zur Stadt                                                                      | Spanien                          | 1,3 m; 1,7 m; 3 × 5 m                                                     | S    | |  |
| Puente de Alcántara | Puente de Alcántara                       | Tajo                       | Toledo                                   | östlich der Stadt                                                                                    | Spanien                          | 16 m; 28,3 m                                                              | L    | |  |
| | Puente de Alcantarilla                    | Salado de Moran            | Utrera                                   | 32 km südöstlich von Sevilla                                                                         | Spanien                          | 5,4 m; 5,7 m                                                              | S    | |  |
| Reste der römischen Brücke von Alconétar in der Provinz Cáceres in Spanien. Die antike Segmentbogenbrücke führte ursprünglich beim Dorf Garrovillas über den Tajo. Sie wurde 1972 beim Bau des Alcántara-Staudamms 6 km flussaufwärts verlegt und steht heute weitgehend auf dem Trockenen. | Puente de Alconétar                       | Tajo                       | Alconétar                                | ? | Spanien                          | 16 × 7,3–15 m                                                             | M    | Segmentbogenbrücke                                                                                           |  |
| Puente de Cangas de Onís | Puente de Cangas de Onís                  | Sella                      | Cangas de Onís                           | ? | Spanien                          | 7,7 m; 21,6 m; 9,5 m; 6,8 m; 4,3 m; 3,6 m                                 | M    | mittelalterliche Spitzbögen; stammt ursprünglich aus dem 2. Jh.                                              |  |
| | Puente de Cáparra                         | Ambroz                     | Plasencia                                | 20 km nördlich der Stadt                                                                             | Spanien                          | 8,7 m; 9,2 m                                                              | S    | |  |
| | Puente de Carmona                         | ?                          | Carmona                                  | 28 km östlich von Sevilla                                                                            | Spanien                          | 4 m; 4 m; 5 m; 4 m; 4 m                                                   | S    | |  |
| Ponte Romana | Ponte Romana (Chaves)                     | Tâmega                     | Chaves                                   | in der Stadt                                                                                         | Portugal                         | ca. 13 × S                                                                | S    | |  |
| | Puente de El Garro                        | Almonte                    | Alconétar                                | heute überflutet                                                                                     | Spanien                          | ?                                                                         | ?    | |  |
| | Puente de Guallaminos                     | Guallaminos                | Villanueva de la Vera                    | ? | Spanien                          | 18,6 m                                                                    | S    | |  |
| | Puente de Guijo de la Granadilla          | Alagón                     | Plasencia                                | ca. 20 km nördlich der Stadt                                                                         | Spanien                          | 19,1 m                                                                    | M    | |  |
| | Puente de Lugo                            | Jiloca                     | Lugo                                     | ? | Spanien                          | 5,4 m; 11,2 m; 5,4 m                                                      | S    | |  |
| | Puente de Lumbier                         | Irati                      | Lumbier                                  | in Hoz de Lumbier                                                                                    | Spanien                          | 1 × M                                                                     | L    | |  |
| | Puente de Medellín                        | Guadiana                   | Medellín                                 | 35 km östlich von Mérida                                                                             | Spanien                          | 28 × 12 m                                                                 | S    | |  |
| | Puente de Monistrol                       | Llobregat                  | Monistrol                                | in der Stadt                                                                                         | Spanien                          | 37 m; 27 m; 17 m; 12 m                                                    | M    | |  |
| | Puente de Orbigo                          | ?                          | Santiago de Compostela                   | ? | Spanien                          | >5 × S                                                                    | S    | |  |
| | Puente de Piedra                          | Ebro                       | Saragossa                                | in der Stadt                                                                                         | Spanien                          | ?                                                                         | ?    | |  |
| | Puente de Piedra                          | Segre                      | Lleida                                   | in der Stadt                                                                                         | Spanien                          | ?                                                                         | ?    | |  |
| | Puente de Puebla de Trives                | Xares                      | Puebla de Trives                         | in der Nähe von Mendoya                                                                              | Spanien                          | 7 m                                                                       | S    | |  |
| Puente de Segura | Puente de Segura                          | Elja                       | Río Segura                               | ? | Spanien/ Portugal                | 7 m; 7 m; 10 m; 7 m; 7 m                                                  | M    | |  |
| | Puente de Sta Coloma                      | Gran Valira                | Santa Coloma                             | 3 km südlich von Andorra la Vella                                                                    | Andorra                          | S; M                                                                      | S    | |  |
| | Puente de Tres Puentes                    | Zadorra                    | Iruna                                    | 9 km westlich von Vitoria-Gasteiz                                                                    | Spanien                          | 13 × S                                                                    | S    | |  |
| | Puente de Villa del Río                   | Salado de Porcuna          | Villa del Río                            | 10 km östlich von Montoro                                                                            | Spanien                          | 3 m; 9,1 m; 3,6 m                                                         | S    | |  |
| | Puente de Villodas                        | Zadorra                    | Villodas                                 | ca. 12 km westlich von Vitoria-Gasteiz                                                               | Spanien                          | 10 × S                                                                    | S    | |  |
| Puente del Diablo | Pont del Diable                           | Llobregat                  | Martorell                                | am östlichen Stadtrand                                                                               | Spanien                          | ca. 16 m; 37,3 m                                                          | L    | |  |
| | Puente del Jándular                       | Jándular                   | Andújar                                  | 5 km westlich der Stadt                                                                              | Spanien                          | 7 × 5,1 m; 2-3 × S                                                        | S    | |  |
| | Puente del Vadillo                        | Tamuja                     | Vadillo                                  | 30 km östlich von Cáceres                                                                            | Spanien                          | 1 × M                                                                     | S    | |  |
| | Puente de la Cigarrosa                    | Sil                        | Petín                                    | in der Stadt                                                                                         | Spanien                          | 8 m; 10 m; 4 m; 19 m; 10 m                                                | S    | |  |
| | Puente de la Doncella                     | Ambroz                     | Plasencia                                | ca. 40 km nördlich der Stadt                                                                         | Spanien                          | 9,3 m                                                                     | S    | |  |
| | Puente Linares                            | Lima                       | Bande                                    | auf der Bande-Porquera-Straße                                                                        | Spanien                          | 7,5 m; 7 m + (2 × S)                                                      | S    | |  |
| | Puente Mocha                              | Guadalmellato              | Córdoba                                  | 10 km östlich der Stadt                                                                              | Spanien                          | 10 × 4,5-6,6 m                                                            | S    | |  |
| Puente Romano in Córdoba | Puente Romano                             | Guadalquivir               | Córdoba                                  | in der Stadt                                                                                         | Spanien                          | 16 × 7,9–12 m                                                             | S    | |  |
| Künstlerische Photographie der Puente Romano in Mérida | Puente Romano                             | Guadiana                   | Mérida                                   | südlicher Zugang zur Stadt                                                                           | Spanien                          | 62 × 5,6–11,6 m                                                           | S    | |  |
| | Puente Romano                             | Tormes                     | Salamanca                                | in der Stadt                                                                                         | Spanien                          | 15 × 9,4-9,7 m                                                            | S    | |  |
| | Puente Viejo                              | Fluvià                     | Besalú                                   | 30 km nordwestlich von Girona                                                                        | Spanien                          | ?                                                                         | ?    | |  |
| Penkalasbrücke im Jahr 1992 | Penkalasbrücke                            | Bedir Çayı (Penkalas)      | Aizanoi                                  | Çavdarhisar                                                                                          | Türkei                           | ca. 3,9 m; 5,2 m; 6,5 m; 5,2 m; ca. 3,9 m                                 | S    | |  |
| | Römerbrücke                               | Biga Çayı (Granikos)       | Biga                                     | über Biga Çayı                                                                                       | Türkei                           | ?                                                                         | ?    | |  |
| | Römerbrücke                               | ?                          | Eğirdir                                  | ? | Türkei                           | ?                                                                         | ?    | |  |
| Römerbrücke bei St. Dionysen | Römerbrücke bei St. Dionysen              | Grabenbach zur Mur         | Oberdorf                                 | Die Römerbrücke liegt am Weg von Oberdorf nach Sankt Dionysen in der Stadtgemeinde Bruck an der Mur. | Österreich                       | 1 × S                                                                     | S    | |  |
| Blick von Westen über die etwa von 559-562 vom römischen Kaiser Justinian errichtete Sangariusbrücke in der Türkei in einer Zeichnung von Léon de Laborde aus dem Jahr 1838. Der Triumphbogen im Vordergrund ist heute verschwunden.                                                        | Sangariusbrücke                           | Sakarya (Sangarius)        | İzmit                                    | 4 km W von Adapazarı                                                                                 | Türkei                           | 3 m; 7 m; 19,5 m; 23 m; 24,5 m; 24,5 m; 24 m; 24,5 m; 20 m; 9 m; 6 m; 3 m | S    | |  |
| | Sauerbrücke (s. o. Alte Sauerbrücke)      | Sauer                      | Wasserbillig                             | ? | Luxemburg                        | ?                                                                         | ?    | |  |
| | Selinusbrücke                             | Bergama Çayı (Selinus)     | Pergamon                                 | ? | Türkei                           | 2 × 11,4                                                                  | S    | |  |
| Severusbrücke | Severusbrücke                             | Cendere Çayı               | Kâhta                                    | 41 km östlich von Adıyaman                                                                           | Türkei                           | 34,2 m                                                                    | L    | |  |
| Taşköprü | Taşköprü                                  | Seyhan                     | Adana                                    | ? | Türkei                           | 21 × S                                                                    | S    | |  |
| | Viadotta di Valle Ariccia                 | Valle Ariccia              | Rom                                      | 27 km südöstlich der Via Appia                                                                       | Italien, Rom u. Umgebung         | 3 × S                                                                     | S    | |  |
| | Viadotta sulla Via Aurelia                | ?                          | Rom                                      | Pons Cestius-Janiculum                                                                               | Italien, Rom u. Umgebung         | 1 × S                                                                     | ?    | |  |
| | Viadukt über den Fosso di Ponte Terra     | Fosso di Ponte Terra       | San Vittorino                            | 1 km nordöstlich der Stadt                                                                           | Italien, Rom u. Umgebung         | 4 × M                                                                     | M    | |  |
| | Voltarella                                | ?                          | Civita Castellana                        | 5 km nordöstlich der Stadt, an der Via Flaminia                                                      | Italien, Mittel-                 | 3,1 m                                                                     | S    | |  |
| | Weiße Brücke                              | Biga Çayı (Granikos)       | ?                                        | Straße nach Gallipoli                                                                                | Türkei                           | 4 × M, 4 × S                                                              | ?    | fiel im 19. Jh. Steinraub zum Opfer                                                                          |  |
| | ?                                         | Arapgir Çayı               | Korpanik                                 | 3 km östlich der Stadt                                                                               | Türkei                           | 30 m                                                                      | ?    | |  |
| | ?                                         | Asopus                     | Laodikeia am Lykos                       | ? | Türkei                           | 8,0 m; 12,3 m; 7,1 m                                                      | M    | |  |
| | ?                                         | Bues                       | Ganagobie                                | am Westufer des Durance, südlich von Sisteron                                                        | Frankreich                       | ?                                                                         | ?    | |  |
| Römische Brücke | Römische Brücke mit elf Bögen             | Escoutay                   | Viviers                                  | 1,5 km im Norden von Viviers über die D86 erreichbar                                                 | Frankreich                       | ?                                                                         | ?    | |  |
| | ?                                         | Fosso del Giardinetto      | Rom                                      | 11 km östlich der Stadt, an der Via Labicana                                                         | Italien, Rom u. Umgebung         | 5,7 m                                                                     | S    | |  |
| | ?                                         | Fosso della Valchetta      | Castel Giubileo                          | 0,25 km nördlich der Stadt                                                                           | Italien, Rom u. Umgebung         | 2 × 7 m                                                                   | S    | |  |
| | ?                                         | Fosso di Palidoro          | Palidoro                                 | unter Bauernhaus                                                                                     | Italien, Rom u. Umgebung         | 2 × S                                                                     | ?    | |  |
| | ?                                         | Fosso di Vallemplice       | Santa Marinella                          | Via Aurelia                                                                                          | Italien, Rom u. Umgebung         | 1 × S                                                                     | S    | |  |
| | ?                                         | Fosso Malafede             | Ostia                                    | 9 km nordöstlich der Stadt, an der Via Ostiensis                                                     | Italien, Rom u. Umgebung         | 2 × S                                                                     | S    | |  |
| | ?                                         | Göksu (Calycadnus)         | Silifke                                  | ? | Türkei                           | 5 × ca. 17 m; 2 × 4,3 m                                                   | S    | |  |
| | ?                                         | Guadiana                   | Mértola                                  | ? | Portugal                         | ?                                                                         | ?    | |  |
| | ?                                         | Marsyas                    | Incekemer                                | ? | Türkei                           | 3 × M                                                                     | M    | |  |
| | ?                                         | Nahr er-Rukkad             | ?                                        | westlich von Bostra                                                                                  | Syrien                           | 8 Bögen                                                                   | ?    | |  |
| | ?                                         | Nil                        | Assuan                                   | ? | Ägypten                          | ?                                                                         | ?    | |  |
| | ?                                         | Numicius oder Numicus      | Ostia                                    | 2 km südöstlich, an der Via Severiana                                                                | Italien, Rom u. Umgebung         | 3 × S                                                                     | S    | |  |
| Brücke am Sabun | Brücke am Sabun-Suyu                      | Sabun-Suyu                 | Aleppo                                   | 500 m östlich Kyrrhos                                                                                | Syrien                           | 3,8 m; 8,4 m; 10 m; 9,8 m; 8,2 m; 3,8 m                                   | M    | |  |
| | ?                                         | Sabun-Suyu                 | Aleppo                                   | Cyrrhus-Gaziantep                                                                                    | Syrien                           | 4,2 m; 9,3 m; 4,7 m                                                       | S    | |  |
| 3 km südlich der Stadt, an der Via Amerina | ?                                         | Wadi Suweida               | Suweida                                  | nördlich von Bostra                                                                                  | Syrien                           | 1 Bogen                                                                   | ?    | |  |
| | ?                                         | Wadi Zeidi                 | el-Tali’a                                | westlich von Bostra                                                                                  | Syrien                           | 2 × S                                                                     | S    | |  |
| | ?                                         | Yeşilırmak (Iris)          | Amasya                                   | ? | Türkei                           | ?                                                                         | ?    | |  |
| | ?                                         | ?                          | Antakya                                  | nördlich von Antakya                                                                                 | Türkei                           | 1 × S                                                                     | L    | |  |
| | ?                                         | ?                          | Kireli                                   | ? | Türkei                           | ?                                                                         | ?    | |  |
| | ?                                         | ?                          | Qodana                                   | westlich von Bostra                                                                                  | Syrien                           | 3 Bögen                                                                   | ?    | |  |
| | ?                                         | ?                          | Sette Vene                               | 15 km nördlich von Veii, an der Via Cassia                                                           | Italien, Mittel-                 | 1 × S                                                                     | ?    | |  |
| | ?                                         | ?                          | Tarsus                                   | Nähe Adana                                                                                           | Türkei                           | 3 × S                                                                     | S    | |  |
| | ?                                         | Bistrica (Chech)           | Nähe Satowtscha                          | Östlich vom Dorf Dolen in der Gemeinde Satowtscha                                                    | Bulgarien                        | 1 × M                                                                     | S    | Segmentbogenbrücke                                                                                           |  |

## Holz- und Steinpfeilerbrücken
Bei Holzbrücken bestehen alle Brückenteile aus Holz. Als Steinpfeilerbrücken bezeichnet man solche Konstruktionen, bei denen ein hölzerner Oberbau auf Steinpfeilern ruht. Im römischen Brückenbau diente Stein häufig lediglich als Blendwerk und der Pfeilerkern bestand aus römischem Beton. Im Folgenden sind alle drei Brückentypen in derselben Kategorie aufgeführt, da die Römer im Zuge des Ausbaus ihrer Herrschaft in den Provinzen häufig die ursprünglich reinen Holzkonstruktionen durch Flussüberführungen mit soliden Pfeilern ersetzten.
| | Name                                 | Fluss         | Stadt                       | Land                   | Spannweite       | Bemerkung                                                                               |
| --- | ------------------------------------ | ------------- | --------------------------- | ---------------------- | ---------------- | --------------------------------------------------------------------------------------- |
| Apollodorus-Brücke, Ausschnitt aus der Tafel LXXII, "Opfer des Kaisers an der Donau", von Conrad Cichorius, aus "Die Reliefs der Traianssäule", 1900                    | Apollodorus-Brücke (Trajansbrücke)   | Donau         | Drobeta Turnu Severin       | Rumänien/ Serbien      | 21 x > 30 m      | Segmentbogenbrücke                                                                      |
| Caesars Rheinbrücke von John Soane (1814) | Caesars Rheinbrücken                 | Rhein         | nahe Koblenz                | Deutschland            | ca. 26 Öffnungen |                                                                                         |
| | Justiniansbrücke                     | Siberis       | Sykeon                      | Türkei                 | 8 × 5,4-9,6 m    |                                                                                         |
| | London Bridge                        | Themse        | London                      | England                | ?                |                                                                                         |
| Modell der Nahebrücke im Museum am Strom in Bingen | Römische Nahe-Brücke                 | Nahe          | Bingen                      | Deutschland            | ?                | Erste Brücke um 70 n. Chr. zerstört, zweite 77 n. Chr., Dendrodatum                     |
| Rekonstruktionsversuch der römischen Brücke (2. Jahrhundert n. Chr.) | Pons Aelius                          | Tyne          | Newcastle                   | England                | 225 × 5 m        | Erbaut um 122, zerstört 1248?                                                           |
| Pons Sublicius | Pons Sublicius                       | Tiber         | Rom                         | Italien                | ?                |                                                                                         |
| | Pons Tirenus                         | Garigliano    | Minturnae                   | Italien                | ?                |                                                                                         |
| Darstellung unbekannter Hand von 1608, die jedoch nicht den archäologischen Funden entspricht. Ansicht von Norden                                                       | Römerbrücke                          | Rhein         | Köln                        | Deutschland            | 20 Öffnungen     |                                                                                         |
| Römerbrücke in Trier. Die Bögen wurden im 14. Jahrhundert hinzugefügt                                                                                                   | Römerbrücke                          | Mosel         | Trier                       | Deutschland            | ?                | Bögen wurden im 14. Jh. hinzugefügt                                                     |
| Römische Brücke Stadtbredimus/Palzem | Römische Brücke Stadtbredimus-Palzem | Mosel         | Palzem, Stadtbredimus       | Deutschland, Luxemburg | ?                | Keltische Vorgängerbauten, Denkmal in Stadtbredimus, Pfeilerreste im Landesmuseum Trier |
| Moderne Brückentafel der Römerbrücke in Mainz am linksrheinischen Brückenpfeiler der Theodor-Heuss-Brücke, ca. 30 m vom ehemaligen Standort der antiken Brücke entfernt | Römerbrücke (Pons Ingeniosa)         | Rhein         | Mainz                       | Deutschland            | ?                | Steinpfeilerbrücke seit ungefähr 30 n. Chr.                                             |
| Mögliche Steinfundamente der römischen Steinbrücke von Piercebridge | Römische Brücke                      | Tees          | Piercebridge                | England                | ?                |                                                                                         |
| | Römische Brücken in Koblenz          | Rhein & Mosel | Koblenz                     | Deutschland            | ?                | Pfahlbrücken                                                                            |
| | ?                                    | Churn         | Cirencester                 | England                | ?                |                                                                                         |
| | ?                                    | Eden          | Hyssop Holme Well           | England                | ?                |                                                                                         |
| | ?                                    | Forth         | ?                           | Schottland             | ?                |                                                                                         |
| Bauphasen des östlichen Widerlagers | Römerbrücke Willowford               | Irthing       | Willowford                  | England                |                  | Möglicherweise Steinbögen                                                               |
| | ?                                    | Kelvin        | Summerston                  | Schottland             | ?                |                                                                                         |
| | ?                                    | Loire         | Orléans                     | Frankreich             | ?                |                                                                                         |
| | ?                                    | Loire         | ?                           | Frankreich             | ?                |                                                                                         |
| Rekonstruktionsversuch Brücke I (2. Jahrhundert n. Chr.) | Römerbrücke Chesters                 | Tyne          | Chesters                    | England                | 4 x S            | Möglicherweise Steinbögen                                                               |
| | ?                                    | Rede          | Elishaw                     | England                | ?                |                                                                                         |
| | ?                                    | Rede          | Risingham                   | England                | ?                |                                                                                         |
| | ?                                    | Rhone         | Genf                        | Schweiz                | ?                |                                                                                         |
| | ?                                    | Saône         | ?                           | Frankreich             | ?                |                                                                                         |
| | ?                                    | Seine         | Paris                       | Frankreich             | ?                |                                                                                         |
| | ?                                    | Tees          | Pounteys Bridge             | England                | ?                |                                                                                         |
| | ?                                    | Trent         | Cromwell                    | England                | ?                |                                                                                         |
| | ?                                    | Tyne          | Corbridge                   | England                | 6-11 x S         | Möglicherweise Steinbögen                                                               |
| | ?                                    | Wear          | Binchester                  | England                | ?                |                                                                                         |
| | ?                                    | ?             | Hunwick Gill                | England                | ?                |                                                                                         |
| | ?                                    | ?             | London, Newgate             | England                | ?                |                                                                                         |
| | ?                                    | ?             | Wallasey                    | England                | ?                |                                                                                         |
| | ?                                    | ?             | Water Newton                | England                | ?                |                                                                                         |
| | ?                                    | ?             | Wroxeter                    | England                | ?                |                                                                                         |
| | Sumpfbrücke Bickenbach               | Neckar        | Landkreis Darmstadt-Dieburg | Deutschland            | 300 m            |                                                                                         |

## Pontonbrücken
Alternativ zur Einrichtung eines Fährdienstes verwendete die römische Armee – neben Pfahljochbrücken – bei Flussüberquerungen oft Pontonbrücken. Diese bestanden gewöhnlich aus miteinander verzurrten Booten, deren Buge gegen die Strömung zeigten. Dauerhafte Schiffbrücken wurden auch für den Zivilverkehr errichtet.
| Brückentyp   | Fluss               | Stadt                                 | Land              | Bemerkung                                                                     |
| ------------ | ------------------- | ------------------------------------- | ----------------- | ----------------------------------------------------------------------------- |
| Schiffbrücke | Donau               | Kostolac                              | Rumänien/ Serbien |                                                                               |
| Schiffbrücke | Donau               | Turnu Severin                         | Rumänien/ Serbien |                                                                               |
| Schiffbrücke | Sakarya (Sangarius) | Adapazarı, 4 km südwestlich der Stadt | Türkei            | Unter Justinian I. (527–565) durch Steinbogenbrücke (Sangariusbrücke) ersetzt |

## Aquäduktbrücken
|                                                  | Stadt                       | Name                                                                         | Land           | Brückenlänge       | Leitungsgesamtlänge | Bemerkung                                                                               |
| ------------------------------------------------ | --------------------------- | ---------------------------------------------------------------------------- | -------------- | ------------------ | ------------------- | --------------------------------------------------------------------------------------- |
|                                                  | Aix-en-Provence             | ?                                                                            | Frankreich     | ?                  | ?                   |                                                                                         |
|                                                  | Alabanda                    | ?                                                                            | Türkei         | Ja                 | ?                   |                                                                                         |
|                                                  | Alatri                      | ?                                                                            | Italien        | ?                  | ?                   |                                                                                         |
|                                                  | Alcanadre                   | Aquädukt von Alcanadre (oder von Lodosa) / lokal auch Acueducto de los Moros | Spanien        | Ja                 | ca. 30 km           | diente zur Wasserversorgung von Calagurris (heute Calahorra)                            |
| Überreste des Aquädukts von Alinda               | Alinda                      | ?                                                                            | Türkei         | Ja                 | ?                   |                                                                                         |
| Aquädukt bei Almuñécar                           | Almuñécar                   | Aquädukt bei Almuñécar                                                       | Spanien        | Ja                 | ?                   |                                                                                         |
| Aquädukt bei Ansignan                            | Ansignan                    | ?                                                                            | Frankreich     | Ja                 | ?                   |                                                                                         |
|                                                  | Antibes                     | ?                                                                            | Frankreich     | Ja                 | ?                   |                                                                                         |
|                                                  | Antiochia                   | ?                                                                            | Türkei         | Ja                 | ?                   |                                                                                         |
|                                                  | Anzio                       | ?                                                                            | Italien        | ?                  | ?                   |                                                                                         |
|                                                  | Arles                       | ?                                                                            | Frankreich     | Ja                 | ?                   |                                                                                         |
| Überreste des Aquädukts bei Aspendos             | Aspendos                    | ?                                                                            | Türkei         | Ja                 | ?                   |                                                                                         |
|                                                  | Barcelona                   | ?                                                                            | Spanien        | Ja                 | ?                   |                                                                                         |
|                                                  | Bavay                       | ?                                                                            | Frankreich     | ?                  | ?                   |                                                                                         |
|                                                  | Bellone-Claudia             | ?                                                                            | Spanien        | ?                  | ?                   |                                                                                         |
|                                                  | Bologna                     | ?                                                                            | Italien        | ?                  | ?                   |                                                                                         |
|                                                  | Bonn                        | Bonner Aquädukt                                                              | Deutschland    | Ja                 | ?                   |                                                                                         |
|                                                  | Bordeaux                    | ?                                                                            | Frankreich     | ?                  | ?                   |                                                                                         |
| Überreste des Aquädukts von Aquincum             | Budapest                    | ?                                                                            | Ungarn         | Ja                 | ?                   | Das Aquädukt der ehemaligen Römerstadt verlief entlang der heutigen Szentendrei-Straße. |
|                                                  | Cádiz                       | ?                                                                            | Spanien        | ?                  | ?                   |                                                                                         |
| Aquädukt von Caesarea                            | Caesarea                    | ?                                                                            | Israel         | Ja                 | ?                   |                                                                                         |
|                                                  | Catania                     | ?                                                                            | Italien        | ?                  | ?                   |                                                                                         |
|                                                  | Chelva                      | ?                                                                            | Spanien        | ?                  | ?                   |                                                                                         |
|                                                  | Cherchell                   | ?                                                                            | Algerien       | Ja                 | ?                   |                                                                                         |
|                                                  | Cimiez                      | ?                                                                            | Frankreich     | ?                  | ?                   |                                                                                         |
|                                                  | Civitavecchia               | ?                                                                            | Italien        | Ja                 | ?                   |                                                                                         |
| Aquädukt im Cognetal                             | Cogne                       | Pont d’Aël                                                                   | Italien, Nord- | 14,24 m Spannweite | 6 km                | 66 m über Talsohle                                                                      |
|                                                  | Constantine                 | ?                                                                            | Algerien       | Ja                 | ?                   |                                                                                         |
|                                                  | Die                         | ?                                                                            | Frankreich     | ?                  | ?                   |                                                                                         |
|                                                  | Ephesos                     | ?                                                                            | Türkei         | Ja                 | ?                   |                                                                                         |
|                                                  | Erythrai                    | ?                                                                            | Türkei         | ?                  | ?                   |                                                                                         |
|                                                  | Évreux                      | ?                                                                            | Frankreich     | ?                  | ?                   |                                                                                         |
| Überreste des Aquädukts bei Fréjus               | Fréjus                      | ?                                                                            | Frankreich     | Ja                 | ?                   |                                                                                         |
|                                                  | Gadara                      | Gadara-Aquädukt                                                              | Jordanien      | Ja                 | 170 km              | längster Tunnel der Antike (94 km)                                                      |
|                                                  | Granada                     | ?                                                                            | Spanien        | ?                  | ?                   |                                                                                         |
| Valens-Aquädukt                                  | Istanbul                    | Valens-Aquädukt                                                              | Türkei         | Ja                 | ?                   |                                                                                         |
|                                                  | Italica                     | ?                                                                            | Spanien        | Ja                 | ?                   |                                                                                         |
| Aquädukt von Zaghouan                            | Karthago                    | Aquädukt von Zaghouan                                                        | Tunesien       | 17 km              | 132 km              |                                                                                         |
|                                                  | Kavala                      | ?                                                                            | Griechenland   | Ja                 | ?                   |                                                                                         |
|                                                  | Khémissa                    | ?                                                                            | Tunesien       | Ja                 | ?                   |                                                                                         |
| Teilrekonstruktion bei Mechernich-Vussem         | Mechernich                  | Eifelwasserleitung Aquäduktbrücke Vussem                                     | Deutschland    | Ja                 | 130 km              | längster Aquädukt nördlich der Alpen                                                    |
|                                                  | Laodikeia                   | ?                                                                            | Türkei         | Ja                 | ?                   |                                                                                         |
|                                                  | Lodosa                      | siehe Alcanadre                                                              | Spanien        | Ja                 | ?                   |                                                                                         |
| Aqueduc Luynes                                   | Luynes                      | Aqueduc Luynes                                                               | Frankreich     | Ja                 | ?                   |                                                                                         |
|                                                  | Lyon                        | Brevenne                                                                     | Frankreich     | ?                  | ?                   |                                                                                         |
|                                                  | Lyon                        | Craponne                                                                     | Frankreich     | Ja                 | ?                   |                                                                                         |
|                                                  | Lyon                        | Gier                                                                         | Frankreich     | Ja                 | ?                   |                                                                                         |
|                                                  | Lyon                        | Mont d’Or                                                                    | Frankreich     | ?                  | ?                   |                                                                                         |
| Überreste der Fundamente des Aquädukts von Mainz | Mainz                       | Römersteine                                                                  | Deutschland    | ?                  | ?                   |                                                                                         |
|                                                  | Marseille                   | ?                                                                            | Frankreich     | ?                  | ?                   |                                                                                         |
|                                                  | Mérida                      | Cornalvo                                                                     | Spanien        | ?                  | ?                   |                                                                                         |
| Acueducto de los Milagros                        | Mérida                      | Acueducto de los Milagros                                                    | Spanien        | Ja                 | ?                   | UNESCO-Weltkulturerbe                                                                   |
|                                                  | Mérida                      | San Lázaro                                                                   | Spanien        | Ja                 | ?                   |                                                                                         |
|                                                  | Metz                        | ?                                                                            | Frankreich     | Ja                 | ?                   |                                                                                         |
|                                                  | Minturno                    | ?                                                                            | Italien        | Ja                 | ?                   |                                                                                         |
|                                                  | Mustis                      | ?                                                                            | Tunesien       | ?                  | ?                   |                                                                                         |
| Pont du Gard bei Nîmes                           | Nîmes                       | Pont du Gard Pont de Bornègre                                                | Frankreich     | Ja                 | ?                   | UNESCO-Weltkulturerbe                                                                   |
|                                                  | Orange                      | ?                                                                            | Frankreich     | ?                  | ?                   |                                                                                         |
|                                                  | Paris                       | Lutetia                                                                      | Frankreich     | ?                  | ?                   |                                                                                         |
|                                                  | Périgueux                   | ?                                                                            | Frankreich     | ?                  | ?                   |                                                                                         |
|                                                  | Pézenas                     | ?                                                                            | Frankreich     | ?                  | ?                   |                                                                                         |
|                                                  | Phaselis                    | ?                                                                            | Türkei         | Ja                 | ?                   |                                                                                         |
|                                                  | Poitiers                    | ?                                                                            | Frankreich     | ?                  | ?                   |                                                                                         |
|                                                  | Pompeji                     | ?                                                                            | Italien        | ?                  | ?                   |                                                                                         |
|                                                  | Rodez                       | ?                                                                            | Frankreich     | ?                  | ?                   |                                                                                         |
| Anio Novus                                       | Rom                         | Anio Novus                                                                   | Italien        | 14 km              | 86,8 km             | 38–52 n. Chr. errichtet 189,520 m³ pro Tag                                              |
| Anio Vetus                                       | Rom                         | Anio Vetus                                                                   | Italien        | Ja                 |                     |                                                                                         |
| Aqua Alexandrina                                 | Rom                         | Aqua Alexandrina                                                             | Italien        | 2 km               | 22 km               | 226 n. Chr. errichtet                                                                   |
|                                                  | Rom                         | Aqua Alsietina                                                               | Italien        | Ja                 |                     |                                                                                         |
| Aqua Claudia                                     | Rom                         | Aqua Claudia                                                                 | Italien        | 14 km              | 68,6 km             | 38–52 n. Chr. errichtet 184,280 m³ pro Tag                                              |
|                                                  | Rom                         | Aqua Iulia                                                                   | Italien        | 10 km              | 68,6 km             | 33 v. Chr. errichtet 48,240 m³ pro Tag                                                  |
| Aqua Marcia                                      | Rom                         | Aqua Marcia                                                                  | Italien        | 10 km              | 91,4 km             | 144–140 v. Chr. errichtet 187,600 m³ pro Tag                                            |
|                                                  | Rom                         | Aqua Tepula                                                                  | Italien        | 9 km               | 17,7 km             | 126 v. Chr. errichtet 17,800 m³ pro Tag                                                 |
|                                                  | Sádaba                      | ?                                                                            | Spanien        | ?                  | ?                   |                                                                                         |
|                                                  | Saint-Bertrand-de-Comminges | ?                                                                            | Frankreich     | Ja                 | ?                   |                                                                                         |
|                                                  | Saint-Rémy-de-Provence      | ?                                                                            | Frankreich     | ?                  | ?                   |                                                                                         |
|                                                  | Saintes                     | ?                                                                            | Frankreich     | ?                  | ?                   |                                                                                         |
| Diokletian-Aquädukt                              | Salona/Split                | Diokletian-Aquädukt                                                          | Kroatien       | Ja                 | ?                   |                                                                                         |
|                                                  | Samosata                    | ?                                                                            | Türkei         | Ja                 | ?                   |                                                                                         |
|                                                  | Sbeitla                     | ?                                                                            | Tunesien       | Ja                 | ?                   |                                                                                         |
|                                                  | Sebaste                     | ?                                                                            | Türkei         | Ja                 | ?                   |                                                                                         |
| Aquädukt bei Segovia                             | Segovia                     | Aquädukt von Segovia                                                         | Spanien        | Ja                 | ?                   | UNESCO-Weltkulturerbe                                                                   |
|                                                  | Sens                        | ?                                                                            | Frankreich     | ?                  | ?                   |                                                                                         |
|                                                  | Sevilla                     | ?                                                                            | Spanien        | Ja                 | ?                   |                                                                                         |
|                                                  | Side                        | ?                                                                            | Türkei         | Ja                 | ?                   |                                                                                         |
|                                                  | Chemtou                     | ?                                                                            | Tunesien       | ?                  | ?                   |                                                                                         |
| Ponte delle Torri bei Spoleto                    | Spoleto                     | Ponte delle Torri                                                            | Italien        | Ja                 | ?                   | wahrscheinlich ein mittelalterlicher Bau (evtl. auf römischen Fundamenten)              |
|                                                  | Syrakus                     | ?                                                                            | Italien        | ?                  | ?                   |                                                                                         |
|                                                  | Taormina                    | ?                                                                            | Italien        | ?                  | ?                   |                                                                                         |
|                                                  | Tarquinia                   | ?                                                                            | Italien        | Ja                 | ?                   |                                                                                         |
| Aqüeducte de les Ferreres bei Tarragona          | Tarragona                   | Aqüeducte de les Ferreres                                                    | Spanien        | Ja                 | ?                   | UNESCO-Weltkulturerbe                                                                   |
|                                                  | Tebessa                     | ?                                                                            | Tunesien       | Ja                 | ?                   |                                                                                         |
|                                                  | Termini Imerese             | ?                                                                            | Italien        | Ja                 | ?                   |                                                                                         |
|                                                  | Terracina                   | ?                                                                            | Italien        | Ja                 | ?                   |                                                                                         |
|                                                  | Toledo                      | ?                                                                            | Spanien        | Ja                 | ?                   |                                                                                         |
|                                                  | Turin                       | ?                                                                            | Italien        | ?                  | ?                   |                                                                                         |
|                                                  | Vaison-la-Romaine           | ?                                                                            | Frankreich     | ?                  | ?                   |                                                                                         |
|                                                  | Valencia de Alcántara       | ?                                                                            | Spanien        | Ja                 | ?                   |                                                                                         |
|                                                  | Venafro                     | ?                                                                            | Italien        | Ja                 | ?                   |                                                                                         |
|                                                  | Vienne                      | ?                                                                            | Frankreich     | ?                  | ?                   |                                                                                         |
|                                                  | Viterbo                     | ?                                                                            | Italien        | ?                  | ?                   |                                                                                         |
|                                                  | Volubilis                   | ?                                                                            | Marokko        | ?                  | ?                   |                                                                                         |
|                                                  | ?                           | Ponte Funicchio                                                              | Italien        | Ja                 | ?                   |                                                                                         |